# العلم في 2016
وقعت العديد من الأحداث العلمية البارزة في عام 2016. وقد أعلنت الأمم المتحدة عام 2016 هو العام العالمي للبقليات.

## الأحداث

### يناير
- 1 يناير
  - تمكن الباحثون في معامل إتش آر إل في ماليبو، كاليفورنيا من تطوير طريقة جديدة كليًا للطباعة ثلاثية الأبعاد شبه خالية من العيوب باستخدام الفخار، وتتيح الطريقة منتجات بمقاومات حرارية متعددة بصورة هائلة لم تكن ممكنة سابقًا.[2]
  - نشرت مقالة في مجلة «ساينس» تشير لقدرة مزج الذكاء البشري مع قدرة الألات على حل أكثر مشاكل العالم إلحاحًا، واصفة ذلك المزيج «الذكاء الخارق».[3]

- 7 يناير

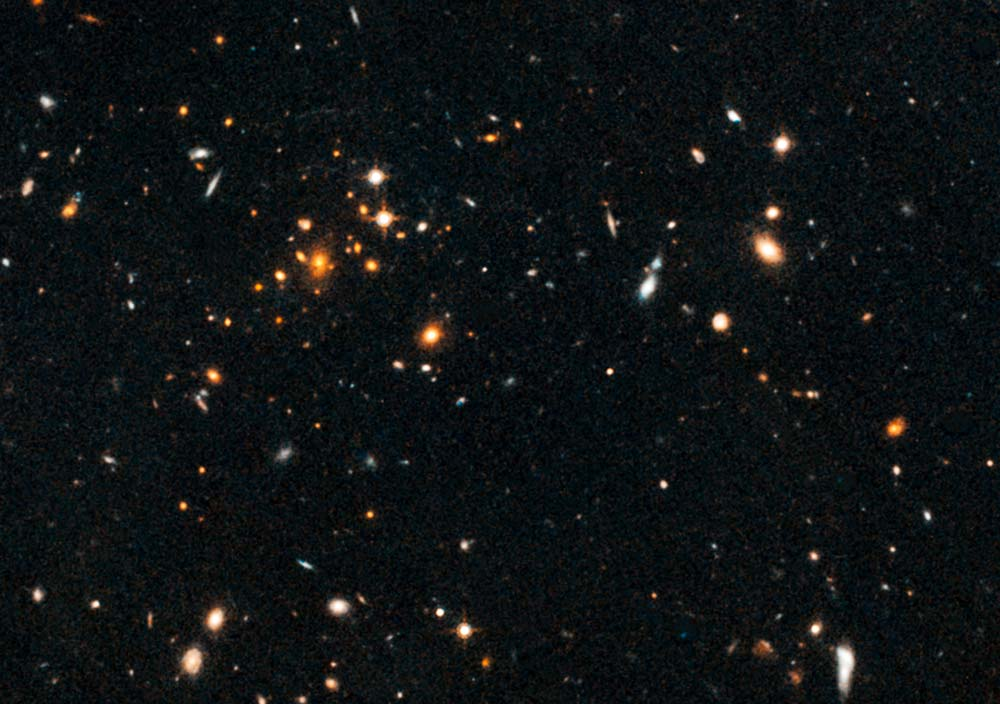
7 يناير: اكتشاف أضخم وأبعد عنقود مجريّ تم اكتشافه على الإطلاق؛ IDCS 1426.

  - أعلن العلماء أنه من حوالي 800 مليون عامًا مضت، قد حدث تغير جيني طفيف في جزيء يسمى GK-PID قد تسبب في تحول المتعضيات من كائن وحيد الخلية إلى متعددة الخلايا.[5][6]
  - الإعلان عن اكتشاف أقدم دليل مادي على وجود الشاي في ضريح الإمبراطور جينغ هان في شيان، ويشير لأن الشاي من جنس كاميليا قد تناوله أباطرة مملكة هان في بداية القرن الثاني قبل الميلاد.[7][8]
  - اكتشف علماء الفلك العنقود المجري IDCS 1426، أضخم وأبعد عنقود مجريّ تم اكتشافه على الإطلاق، حيث تبعد 10 مليارات عامًا ضوئيًا عن الأرض.[4]
  - أعلن علماء رياضيات عن اكتشاف عدد أوليّ جديد ضمن البحث الكبير عن أعداد ميرسين الأولية في الإنترنت عدد أولي: "274,207,281 − 1".[9][10][11]
- 11 يناير
  - اكتشف العلماء في مركز أبحاث مستشفى جامعة مونتريال فوسفاتاز غليسرول 3-فوسفات، وهو إنزيم يمنع اختزان السكر كدهون.[12]
- 13 يناير
  - وفقًا لباحثون في معهد بوستدام لبحوث التأثيرات المناخية، تسببت انبعاثات الكاربون التي تسبب فيها الإنسان في تأخير العصر الجليدي القادم نحو 50,000 سنة.[13]
  - تأكد اكتشاف مياه متجمدة على سطح المذنب 67P.[14]
  - الإعلان عن أول وسيط تخزين ذو حالة ثابتة (SSD) بسعة 13 تيرابايت، مضاعفًا بذلك سعة آخر إصدار تجاري متاح.[15][16]
- 14 يناير
  - أعلن علماء الفلك أن ASASSN-15lh الذي لوحظ لأول مرة في يونيو 2015، قد يكون هو أكثر مستعر أعظم إضاءةً قد تم اكتشافه على الإطلاق، ففي ذروة الانفجار بلغ بريقه نحو 570 مليار شمسًا.[17][18]
- 17 يناير
  - إطلاق جيسون-3، قمر اصطناعي مستكشف للأرض. ويهدف لتتبع ارتفاع مستوى سطح المحيطات في جميع أنحاء العالم، وتحديد سرعة واتجاه التيارات البحرية والمد والجزر، وجمع المعلومات حول الطاقة الشمسية المخزنة في المحيطات.[19][20]

- 18 يناير

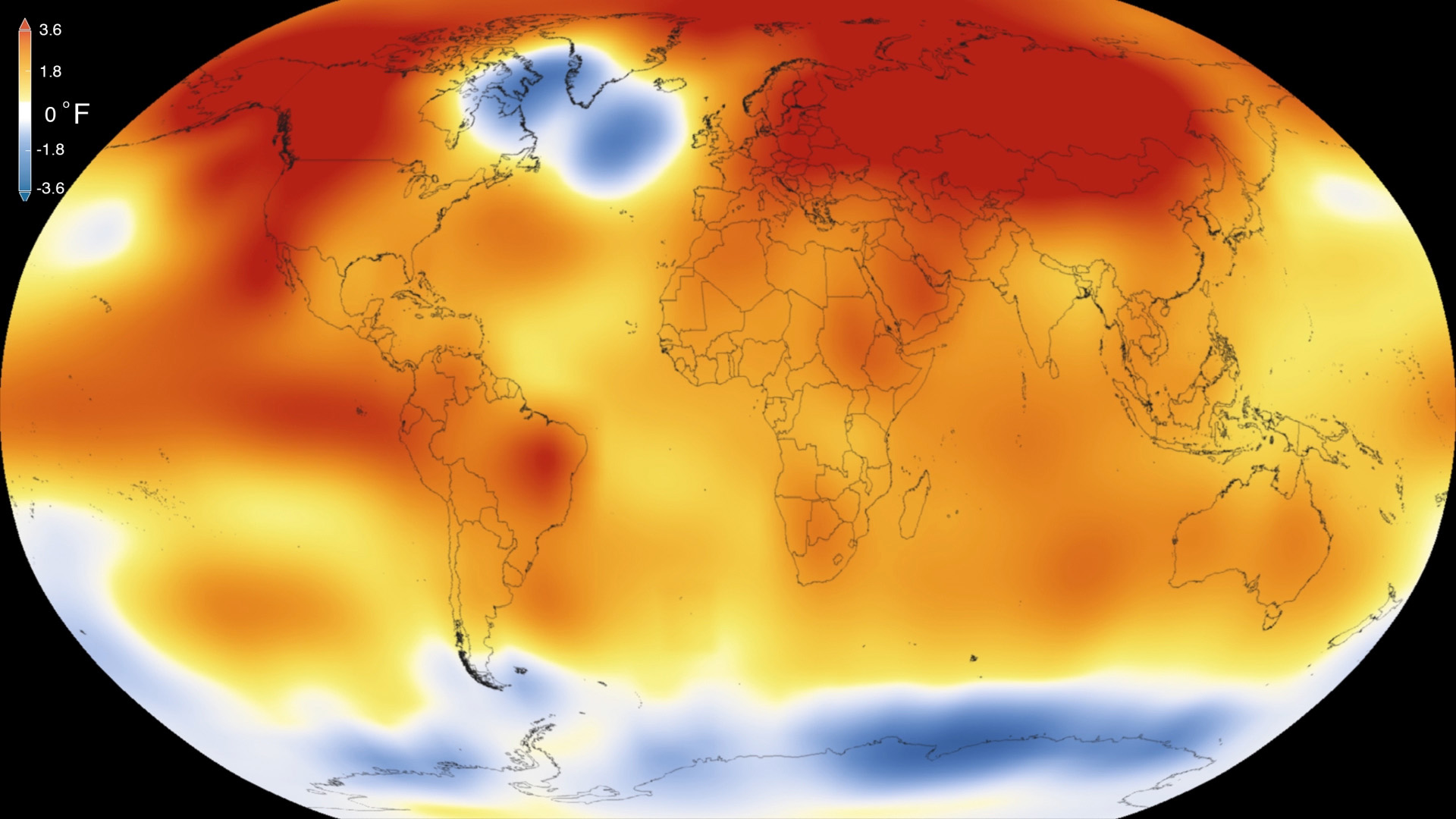
أعلنت ناسا والإدارة الوطنية للمحيطات والغلاف الجوي (نوا) أن عام 2015 كان هو أعلى عام في درجات الحرارة (منذ عام 1880) عالميًا. وأنه قد كسر الرقم القياسي بأكبر هامش مسجل في التاريخ).

  - الحرارة المضافة للمحيطات بسبب الإنسان قد تضاعفت عن عام 1997، وفقًا لدراسة لمجلة نيتشر كلايميت تشينج.[22][23]
  - أثبتت دراسات جامعة كولورادو بولدر أن الجسيمات النانوية المنشطة ضوئيًا قادرة على قتل أكثر من 90% من البكتيريا المقاومة للمضادات الحيوية.[24]
  - كشف باحثون عن فئة جديدة من مستشعرات إلكترونية صغيرة ورقيقة تراقب درجة الحرارة والضغط بداخل الجمجمة، لمتابعة المتغيرات الصحية الأساسية بعد الإصابات الدماغية أو الجراحات. وتذوب المستشعرات بعد انتهاء الحاجة إليها، ما يساعد على تجنب مخاطر العدى والنزيف المحتمل عن إجراء الجراحات الإضافية لإزالة المراقبات التقليدية.[25]
- 19 يناير
  - الإعلان عن نجاح عملية نقل رأس لقرد في الصين.[26]
  - كشفت داربا عن برنامج جديد "NESD" يهدف لتحسين جودة وسعة نقل البيانات في حواسيب العقل الوسيطة.[27]
- 20 يناير
  - علماء الفلك في معهد كاليفورنيا للتقنية يقدمون أقوى دليل على وجود كوكب تاسع في النظام الشمسي، يكمل دورته حول الشمس كل 15,000 عام.[28][29][30]
  - أعلنت ناسا والإدارة الوطنية للمحيطات والغلاف الجوي (نوا) أن عام 2015 كان هو أعلى عام في درجات الحرارة (منذ عام 1880) عالميًا. وأنه قد كسر الرقم القياسي بأكبر هامش مسجل في التاريخ.[21][31][32][33][34][35]
- 23 يناير
  - كشفت شركة لوكهيد مارتن عن طريقة جديدة تقلّص من حجم الرصّادات باستخدام آلاف العدسات ضئيلة الحجم. لا تقلّص هذه الطريقة من قطر الرصّاد، وإنما يتميز هذا النظام المسمى ب"SPIDER" برقّته وعدم الحاجة لاستخدام عدة مرايا.[36]
- 25 يناير
  - أعلن الباحثون في جامعة واشنطن عن ميكروسكوب جديد محمول في حجم القلم بإمكانه الكشف عن الخلايا السرطانية في عيادات الأطباء وغرف العمليات.[37]

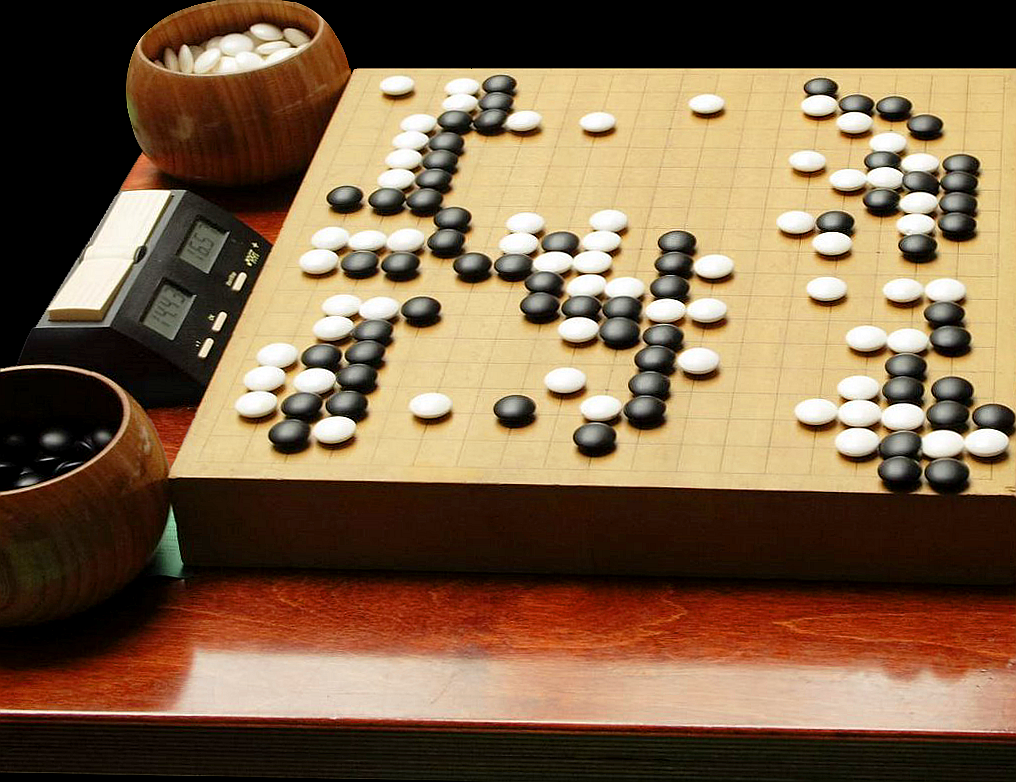
27 يناير: كشفت جوجل عن إنجاز في مجال الذكاء الاصطناعي من خلال برنامج قادر على هزيمة بطل أوروبا في لعبة غو.

  - استخدم باحثون في جامعة آيوا مقاطع فيديو ثلاثية الأبعاد حيّة لحركة الخلايا، ظهر من خلالها كيفية مدّ الخلايا السرطانية لـ«وصلات» لتجذب خلايا أخرى مما يسبب نموّ الورم.[38]27 يناير: كشفت جوجل عن إنجاز في مجال الذكاء الاصطناعي من خلال برنامج قادر على هزيمة بطل أوروبا في لعبة غو.
- 27 يناير
  - كشفت جوجل عن إنجاز في مجال الذكاء الاصطناعي من خلال برنامج قادر على هزيمة بطل أوروبا في لعبة غو.[39][40][41][42][43]
- 28 يناير
  - رجّحت الملاحظات الناتجة من معهد علوم الفضاء في بالتيمور، ماريلاند، أن سحابة سميث لم تتكون من الفضاء بين المجرّات، وإنما قد بدأت في مجرّتنا منذ حوالي 70 مليون عام.[44]
- 29 يناير
  - برهن باحثون على إمكانية ربط الغرافين مع العصبون، مع الحفاظ على سلامة هذه الخلايا العصبية الحيوية. ويعتقد في قدرة ذلك على تحسين جراحات زراعة الدماغ استعادة الوظائف الحسية.[45]
  - كشفت جامعة كاليفورنيا بلوس أنجلوس عن أدلة جديدة بأن القمر قد تكوّن نتيجة تصادم بين الأرض المبكرة وجنين كوكبي يسمى ثيا، بعد حوالي 100 مليون سنة من تكوّن الأرض.[46]

### فبراير
- 1 فبراير
  - أعطي العلماء في المملكة المتحدة الضوء الأخضر لتعديل الأجنة البشرية للأغراض البحثية بالاستعانة بالتقنيات المعتقد بقدرتها مستقبلًا على جنس المواليد.[47][48][49][50]
- 3 فبراير
  - نجح علماء في ألمانيا من معهد ماكس بلانك لفيزياء البلازما في مدينة غرايفسفالد الألمانية في تشغيل مفاعل ويندلاشتاين 7 إكس النووي الحراري، وقد احتوى على الهيدروجين بغرض تحويله إلى البلازما.[51][52][53][54]

- 4 فبراير

11 فبراير: أول اكتشاف حقيقيّ للموجات التثقالية التي تنبأ ألبرت أينشتاين من مئة عام سبق كإحدى نتائج نظرية النسبية العامة.

  - أعلن مركز البيانات الوطني للثلوج والجليد أن الامتداد المتجمد للمحيط المتجمد الشمالي في يناير 2016 قد بلغ أدنى حجم له على الإطلاق وفقًا للقراءات الأقمار الصناعية.[59]
- 9 فبراير
  - الإعلان عن ثورة في الحفظ بالتبريد، بعد أن أظهرت النتائج نجاح حفظ دماغ أرنب كامل بتركيبه الدقيق، متضمنًا أغشية الخلايا والتشابكات العصبية والحويصلات الشبكية.[60][61]
- 11 فبراير
  - أعلن العلماء في ليغو وفيرغو وجيو 600 عن أول اكتشاف حقيقيّ للموجات التثقالية التي تنبأ ألبرت أينشتاين من مئة عام سبق كإحدى نتائج نظرية النسبية العامة.[55][56][57][58][62][63][64][65][66]
- 12 فبراير
  - نشر علماء قائمة بأندر 2,500 معدن في مجلة علم المعادن الأمريكية.[67][68]
- 15 فبراير
  - أعلنت جامعة ساوثهامبتون عن خطوة متقدمة في صناعة وسيلة «خماسية الأبعاد» لتخزين البيانات يمكنها العمل لمليارات السنين.[69][70][71][72]
  - كشف علماء عن نجاح «غير مسبوق» في علاج السرطان باستخدام خلايا الجهاز المناعي المسماة بخلايا تي (بالإنجليزية: T-Cells)‏. في تجربة واحدة، اختفت أعراض سرطان الدم الليمفاوي الحاد تمامًا في 94 بالمئة من المرضى.[73][74][75][76][77]
- 16 فراير
  - رصد مرصد هابل الفضائي التابع لناسا غازي الهيروجين والهيليوم (واحتمالية سيانيد الهيدروجين)، لكنه لم يرصد بخار الماء، في الغلاف الجوي للسرطان 55، وهو أول غلاف جوي لأرض هائلة خارج المجموعة الشمسية يتم تحليله بنجاح.[78]
  - كشفت دراسة في مجتمع البيولوجيا البردية عن نجاح استعادة كائن بطيء الخطو وتكاثره بعد تجميده لمدة 30 عام.[79][80]
- 17 فبراير
  - أطلقت منظمة استكشاف الفضاء اليابانية سفينة أسترو-إتش الفضائية، وذلك لدراسة العمليات فائقة الطاقة والمواد المظلمة في الكون.[81][82]
- 19 فبراير
  - أعلن باحثون أن فأر الخلد العاري، والذي اعتقد بأنه محصن ضد السرطان، يمكن أن يصاب بالمرض.[83]

- 24 فبراير

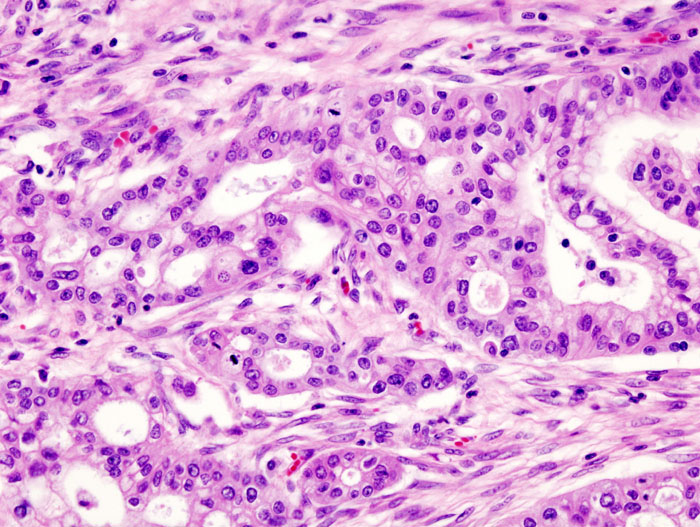
24 فبراير: اكتشف أن سرطان البنكرياس له أربعة أنواع فرعية.

  - رغم أن كل سرطانات البنكرياس متشابهة، اكتشفت 4 أصناف من الخلل الجيني تؤدي إلى تكون الأورام، لكل منها أسباب مختلفة وبالتالي تتطلب سبل علاج متباينة.[84][85][86]
- 26 فبراير
  - كشف معهد ماساتشوستس للتكنولوجيا عن خلية شمسية رقيقة للغاية ومرنة وخفيفة الوزن لدرجة أنه يمكن أن تحملها فقاعة صابون.[87][88]

### مارس
- 2 مارس
  - سيتسبب التغير المناخي في قتل أكثر من 500,000 شخص سنويًا بحلول عام 2050، وذلك بسبب نقص الفوائد الصحية للأغذية حينها.[89][90][91]
- 3 مارس
  - تأكيد اكتشاف أبعد مجرّة تم رصدها على الإطلاق، جي إن-زد11، بواسطة مرصد هابل الفضائي، وقد رصدت على بعد 13.4 مليار سنة ضوئية.[92][93][94]
  - ارتفع متوسط درجة الحرارة عالميًا درجتين مئويتين عن المتوسط قبل الثورة الصناعية.[95][96]
- 4 مارس
  - اكتشف علماء جامعة كامبريدج أن الخلايا الجذعية وافرة القدرة من نوع نيف "naïve" يمكن استخلاصها من الأجنة البشرية. وهي واحدة من أكثر أنواع الخلايا الجذعية طواعية وتكيّفًا مع كافة الأنسجة البشرية الأخرى.[97]
- 7 مارس
  - حدّد باحثون ألمان طفرة جينية محددة في البشرة يمكنها تقليص نسبة الإصابة بالنوبات القلبية للنصف.[98][99]
- 9 مارس
  - كشفت ناسا عن إطلاق مركبة إنسايت إلى المريخ يوم 5 مايو 2018، وكان من المفترض إطلاقها في مارس 2016 إلا أنه قد تم إلغاءه في ديسمبر 2015 نتيجة خطأ فني.[100][101][102]
  - كسوف كلي للشمس.[103]
- 10 مارس
  - أفادت بيانات من مرصد مونا لوا في هاواي بأن الغازات الدفيئة في 2015 قد تسارعت معدلاتها بصورة قصوى.[104]
- 11 مارس
  - وصفت باكتيريا إديزكميلا ساكاينسيس لأول مرة بواسطة باحثين يابانيين، وهي أول نوع بكتيريا قادر على تحليل بولي إيثيلين تيرفثالات.[105][106]
- 17 مارس
  - أعلن علماء الأحياء القديمة عن اكتشافهم لأنثى تيرانوصور حامل، ليتم تسليط الضوء على تطور وضع البيض وتباين الأجنة في الديناصورات.[107]
  - طّور باحثون في جامعتي روتجرز وستانفورد طريقة جديدة لحقن خلايا عصبية بشرية سليمة في أدمغة فئران، آملين بذلك من علاج مرض باركنسون أو الشلل الرعاشي وغيرها من الحالات الدماغية المشابهة، ويعتقد بدء التجارب على البشر بعد حوالي 10–20 عامًا.[108][109]
  - أشارت دراسات لأن الانسان العاقل الحديث تشريحيًا الذي ينتمي له البشر الحاليين قد تزاوج مع أشباه البشر، من بينهم دينيسوفان ونياندرتال.[110][111]
  - استخدم باحثون في جامعة تورنتو العلاج بالخلايا الجذعية لمداواة هشاشة العظام الناتجة عن التقدم في العمر في الفئران.[112][113]
- 21 مارس
  - تضاعفت انبعاثات الكربون التي تسبب بها الإنسان 10 مرات عن أي وقت منذ العصر الطباشيري-الثلاثي بناءً على حسابات جديدة أجراها باحثون.[114]
- 24 مارس21 مارس: تضاعفت انبعاثات الكربون التي تسبب بها الإنسان 10 مرات عن أي وقت منذ انقراض الديناصورات بناءً على حسابات جديدة أجراها باحثون.[114]

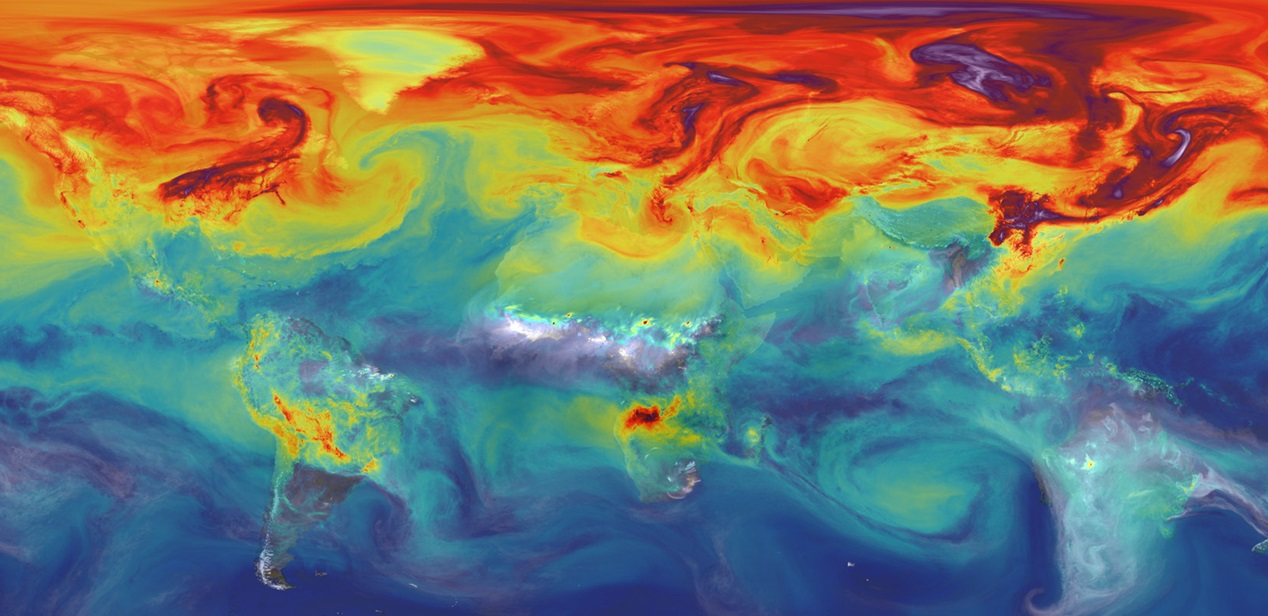
21 مارس: تضاعفت انبعاثات الكربون التي تسبب بها الإنسان 10 مرات عن أي وقت منذ انقراض الديناصورات بناءً على حسابات جديدة أجراها باحثون.

  - حدّد علماء في جامعة فلوريدا أتلانتيك جين ترانسلين بأنه المسؤول عن اضطرابات النوم والاضطراب الاستقلابي.[115]
  - ظهور خصائص تشريحية لسمكة كرايبتوترا تاميكولا، سمكة كهفية عمياء تعيش في شمال تايلاند وقادرة على المشي وتسلق الصخور في الشلالات، تماثل خصائص الفقاريات رباعية الأطراف. ووصف العلماء ذلك الاكتشاف بالهائل.[116][117]
- 29 مارس
  - كشفت جامعة كيس وسترن ريسرف عن مستشعر ضوئي ذا حساسية أكبر بمليون مرة من أفضل مستشعر في ذلك الحين، وعليه يمكن تحسين الكشف المبكر عن السرطان.[118]
- 30 مارس
  - دراسة تفيد بارتفاع سطح البحر بحلول عام 2100 بمقدار ضعفي آخر تنبؤ للجنة الدولية للتغيرات المناخية.[119]
  - أعلن العلماء أن نوع إنسان فلوريس، أشباه البشر منقرضون يسمون «هوبت»، قد اختفوا منذ 50,000 عام مضت، وذلك أقدم بـ12,000 عام مما توقع سابقًا.[120][121][122]
  - توقّعت دراسة أجراها معهد ماساتشوستس للتكنولوجيا أن معظم آسيا ستقع عرضة لندرة المياه بحلول عام 2050، وقد يتعرض مليار شخص إضافي لندرة المياه مقارنة باليوم.[123][124]
- 31 مارس
  - أعلن علماء الفضاء اكتشافهم لقزم أبيض، سمّي SDSSJ124043.01+671034.68، يحتوى غلافه الجوي على 99.9% أكسجين.[125]

### أبريل
- 1 أبريل
  - أشارت دراسة جديدة بواسطة جامعة كاليفورنيا الجنوبية بأن تناول كميات معتدلة من القهوة تقلل مخاطر الإصابة بسرطان القولون بصورة ملحوظة.[126][127]
- 4 أبريل
  - اكتشف باحثون حفرية أكويلونيفر سبينوساس (بالإنجليزية: Aquilonifer spinosus)‏ مغطاة بالكربونات في المملكة المتحدة.[128]
  - اكتشاف حالة كمية جديدة للمادة في مادة مغناطيسية شبيهة بالغرافين RuCl3 تحتوي على أشباه جسيمات مغناطيسية تسمى ماجورانا فيرمينوس (بالإنجليزية: Majorana fermions)‏، وهي في نفس الوقت جسيماتها المضادة. ويعد هذا الاكتشاف خطوة هامة في المواد التي ستساعد على الحسابات الكمّية.[129][130]
- 7 أبريل
  - كشف تحايل جديد للسحب ودورها في الاحتباس الحراري بأنها تحتوي على نسبة أكبر من المياه السائلة (وليس ثلجًا) مما كان يعتقد سابقًا، ويتسبب ذلك في جعلها أقل انعكاسية وبالتالي تسمح بوصول حرارة أكبر لسطح الأرض، ويعني ذلك أنه من الممكن أن تكون تنبؤات درجات الحرارة المستقبلية قد تم تقديرها بأقل مما ستكون عليه.[131]
  - طرحت طريقة جديدة لإنتاج الترانزستورات بناءً على أحبار نانوكريستالية. وسيساعد ذلك على إنتاج ترانزستورات على أسطح مرنة، مثل الطابعات ثلاثية الأبعاد.[132]

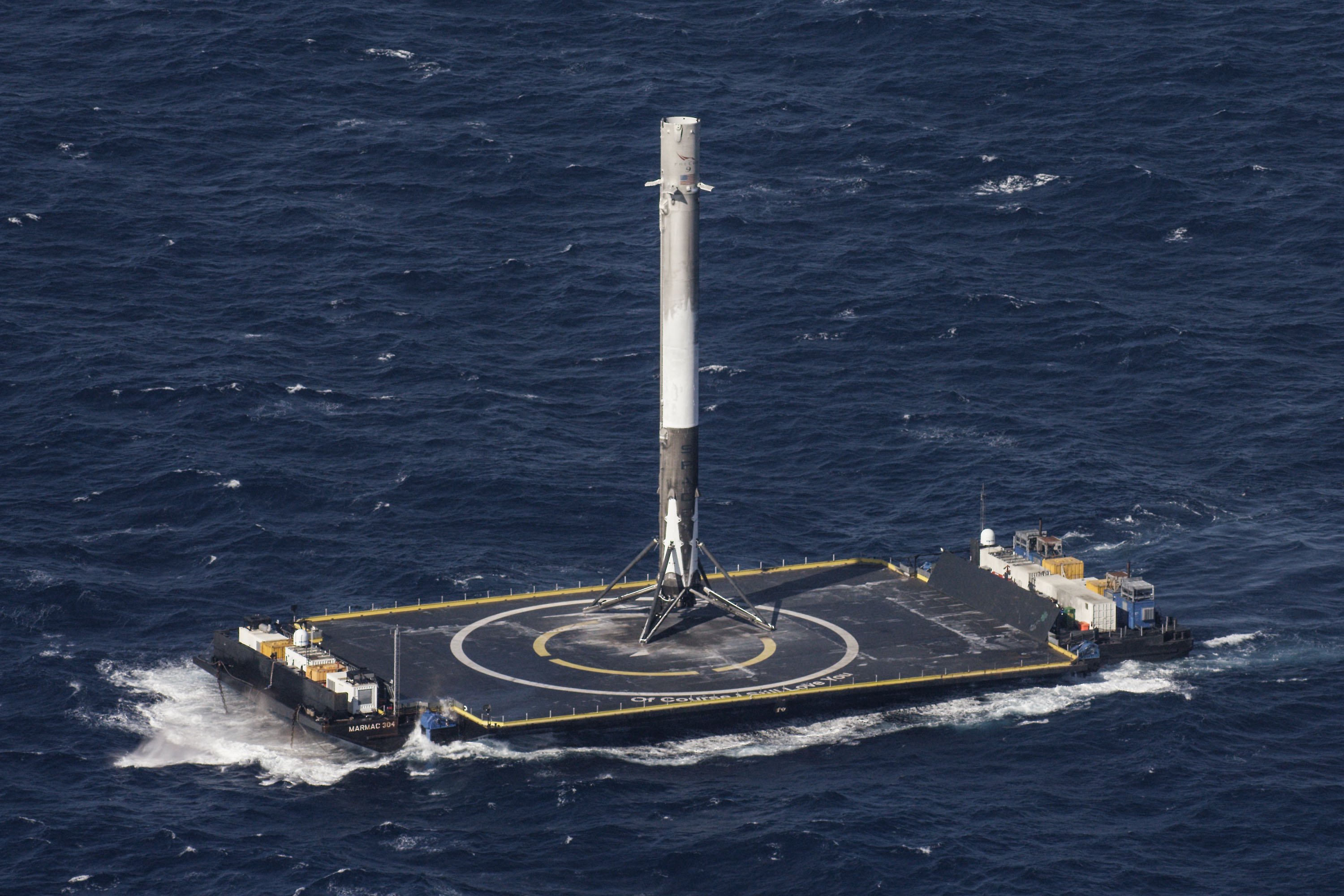
8 أبريل: نجحت سبيس إكس في هبوط المرحلة الأولى من صاروخ فالكون 9 (سبيس إكس سي آر إس-8) على سفينة عائمة لأول مرة على الإطلاق.

- 8 أبريل: نجحت سبيس إكس في هبوط المرحلة الأولى من صاروخ فالكون 9 (سبيس إكس سي آر إس-8) على سفينة عائمة لأول مرة على الإطلاق.[133]8 أبريل
  - نجحت سبيس إكس في هبوط المرحلة الأولى من صاروخ فالكون 9 (سبيس إكس سي آر إس-8) على سفينة عائمة للمرة الأولى على الإطلاق.[133][134][135]
- 9 أبريل
  - أعلن علماء صينيون عن إمكانية توليد كهرباء من قطرات المطر بإضافة طبقة بسمك ذرة واحدة من الغرافين للألواح الشمسية.[136][137][138][139]
- 11 أبريل
  - كشف علماء عن «شجرة حياة» محدّثة تلخص تطور كافة أشكال الحياة المعروفة، كما وجدوا أن أفرع النسخة الأخيرة والمبنية على أحدث اكتشافات جينية تتكون أساسًا من البكتيريا.[140][141][142][143]
- 13 أبريل
  - تمكن مصاب بالشلل رباعي من أداء وظائف حركية معقدة باستخدام أصابعه، وذلك بعد زراعة شريحة في دماغه.[144][145][146]
  - أعلن علماء الفضاء اكتشافهم للمجرة القزمة كراتر 2، رابع أكبر مجرة فضائية لدرب التبانة، وتبعد 380,000 سنة ضوئية.[147][148]
- 14 أبريل
  - الإعلان عن اكتشاف هرمون «أسبروسين» في مجلة سِل.[149]
- 21 أبريل
  - أعلنت شركة بيوفيفا أمريكا عن أول استخدام ناجح للعلاج الجيني من خلال إطالة القطعة النهائية في مريض بشري.[150]22 أبريل: اكتشاف شعاب مرجانية هائلة بالفرب من نهر الأمازون، تغطي مساحة 3,600 ميل مربع (9,300 كم2).[151]
- 22 أبريل

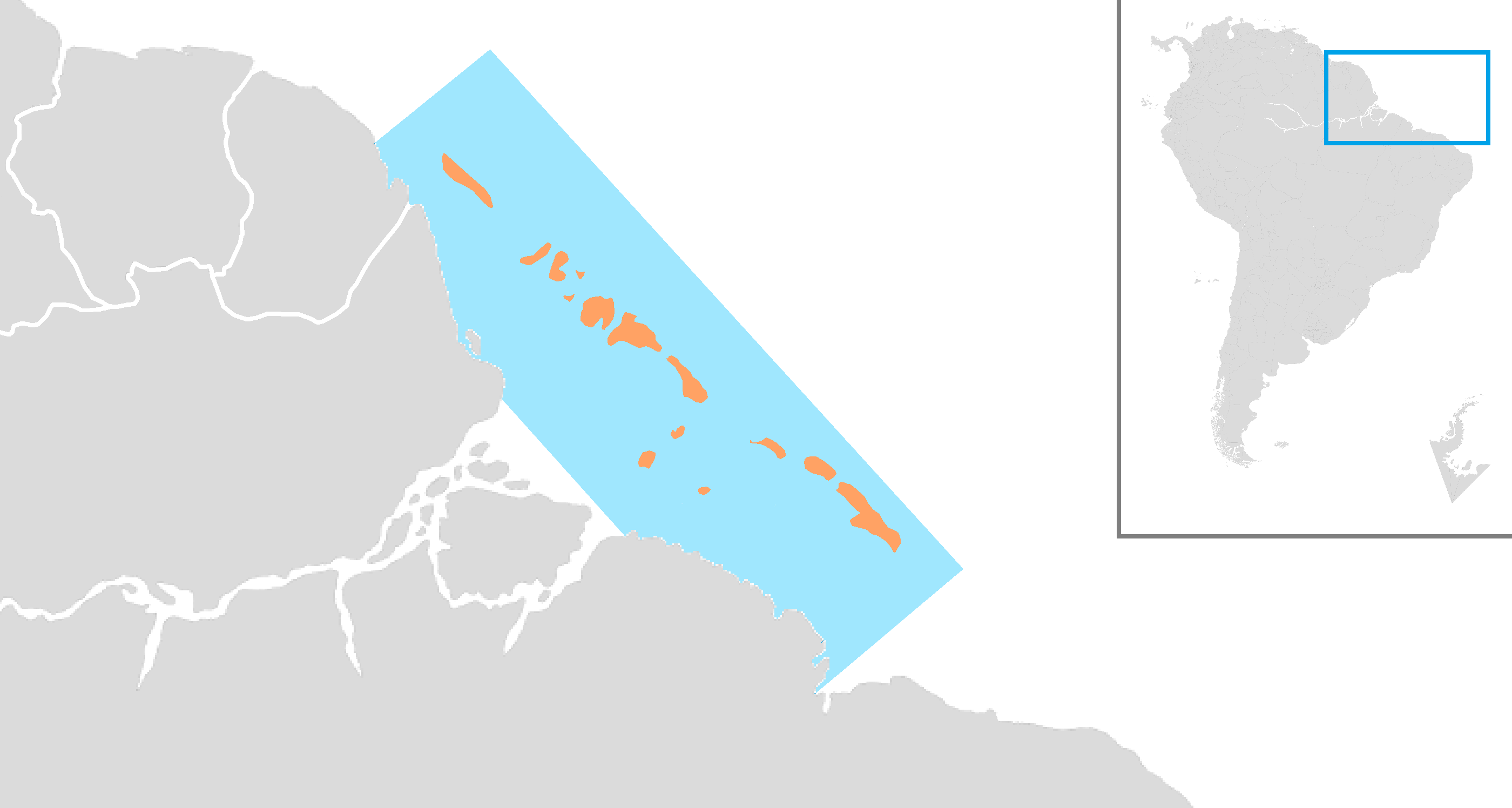
22 أبريل: اكتشاف شعاب مرجانية هائلة بالفرب من نهر الأمازون، تغطي مساحة 3,600 ميل مربع (9,300 كم^{2}).

  - أعلن علماء اكتشاف شعاب مرجانية هائلة بالفرب من نهر الأمازون، تغطي مساحة 3,600 ميل مربع (9,300 كم2).[151][152]
- 26 أبريل
  - باستخدام مسبار هابل الفضائي، أعلن العلماء اكتشافهم إس/2015 (136472) 1، وهو قمر يدور حول الكوكب القزم ماكيماكي.[153][154][155]
- 28 أبريل
  - تعرّف العلماء على زوج من الإشارات الجزيئية المتحكمة في لون الشعر والبشرة، وهو ما يمكن تطويره لإيجاد علاج لاختلالات صبغة الجلد مثل البهاق.[156]
  - اقترحت ورقة بحثية جديدة في علم الأحياء الفلكي أنه قد توجد طريقة لتبسيط معادلة دريك بناءً على الكواكب خارج المجموعة الشمسية التي تم اكتشافها في العقدين الأخيرين.[157][158]
- 29 أبريل
  - كشف فريق في جامعة ستانفورد عن أوشن ون (بالإنجليزية: OceanOne)‏، وهو روبوت مشابه للبشر ويستطيع الحركة في قاع البحر باستخدام نفاثات.[159][160]

### مايو
- 2 مايو
  - وفقًا لحسابات باحثين في معهد ماكس بلانك للكيمياء ومعهد قبرص في نيقوسيا، سيصبح الشرق الأوسط وشمال أفريقيا في العقود القادمة حارين جدًا لدرجة عدم صلاحيتهم لسكن البشر.[161][162]
  - أعلن باحثون في جامعة إلينوي في إربانا-شامبين وجامعة بورتوريكو قيامهم بسلسلة جينوم الميتوكوندريا لسولينودون هسبانيولي، وهو من الثديات السامة التي توجد فقط في هيسبانيولا. وتؤكد أبحاثهم أن هذا النوع مشتق من كافة الثدييات الأخرى التي عاشت من حوالي 78 مليون عامًا مضت، قبل انقراض الديناصورات.[163]
  - اكتشف علماء الفضاء ثلاث كواكب يحتمل تشابهها مع الأرض في المنطقة القابلة للحياة للنجم القزم TRAPPIST-1، وتبعد 4 ملايين سنة ضوئية فقط عن الأرض.[164][165]
  - ذكرت دراسة للأكاديمية الوطنية للعلوم في الولايات المتحدة أن الأرض تعد موطنًا لترليون نوع، وأنه ما يزال هناك 99.999 بالمئة منهم غير مكتشفين.[166]
- 4 مايو
  - كشفت أكثر دراسة مفصلّة عن تعداد النمور أن هذه الحيوانات قد فقدت 75% من مواطنها الأصلية منذ عام 1750.[167]
- 9 مايو
  - حدث عبور عطارد.[168][169][170]
  - اكتشاف أكسجين في الغلاف الجوي للمريخ لأول مرة من 40 عامًا.[171][172]
- 10 مايو
  - أكّد مسبار كيبلر الفضائي وجود 1,284 كوكب خارج المجموعة الشمسية، تسعة منها في المناطق القابلة للحياة، وهو أكبر اكتشاف فردي للكواكب حتى ذلك الحين.[173][174][175][176][177]
  - أعلنت سامسونج عن بطاقة ذاكرة سكيور ديجيتال بسعة 256 جيجا بايت.[178]
- 13 مايو
  - عرض العلماء فكرة توسعة مشروع الجينوم البشري ليشمل إنشاء جينوم بشري اصطناعي.[179]
- 16 مايو
  - أكدت ناسا أن شهر أبريل عام 2016 كان الأعلى في درجة الحرارة لنفس الشهر في باقي السنوات على الإطلاق، متخطيًا أعلى درجة سابقة في أبريل 2010 بـ0.24 درجة مئوية.[180][181]
- 17 مايو
  - كشف تقرير متفصل بواسطة الأكاديمية الوطنية للعلوم والهندسة والطب أنه لا توجد خطورة صحية من تناول الأغذية المعدلة وراثيًا.[182][183]
  - وجد الباحثون في منظومة الصحة بجامعة فيرجينيا أن جين Oct4، والذي اعتقد سابقًا بخموله في البالغين، يعلب دورًا حيويًا في منع النوبات القلبية والسكتات الدماغية. كما يؤخر الجين بعض آثار التقدم في العمر.[184]
- 18 مايو
  - كشفت دراسة لمنطقة توتن الجليدية (بالإنجليزية: Totten Glacier)‏، أكبر مصب للجليد في شرق القارة القطبية الجنوبية، أن ذوبانها قد يعبر بمستوى البحار في العالم في القرن القادم إلى مرحلة خطرة لا رجوع منها، وتتضمن ارتفاع مستوى البحار عالميًا بمقدار 3 أمتار.[185][186]
- 19 مايو
  - أعلن علماء في الولايات المتحدة اكتشافهم لأدلة تشير لحدوث تسونامي وصل ارتفاعه ل120 متر في المريخ في الماضي.[187][188][189]23 مايو: التشكيك في العديد كبير من البيانات الخاصة بالكويكبات والمقدمة من مستكشف الأشعة تحت الحمراء عريض المجال ومهمات نيووايز.[190]
- 23 مايو

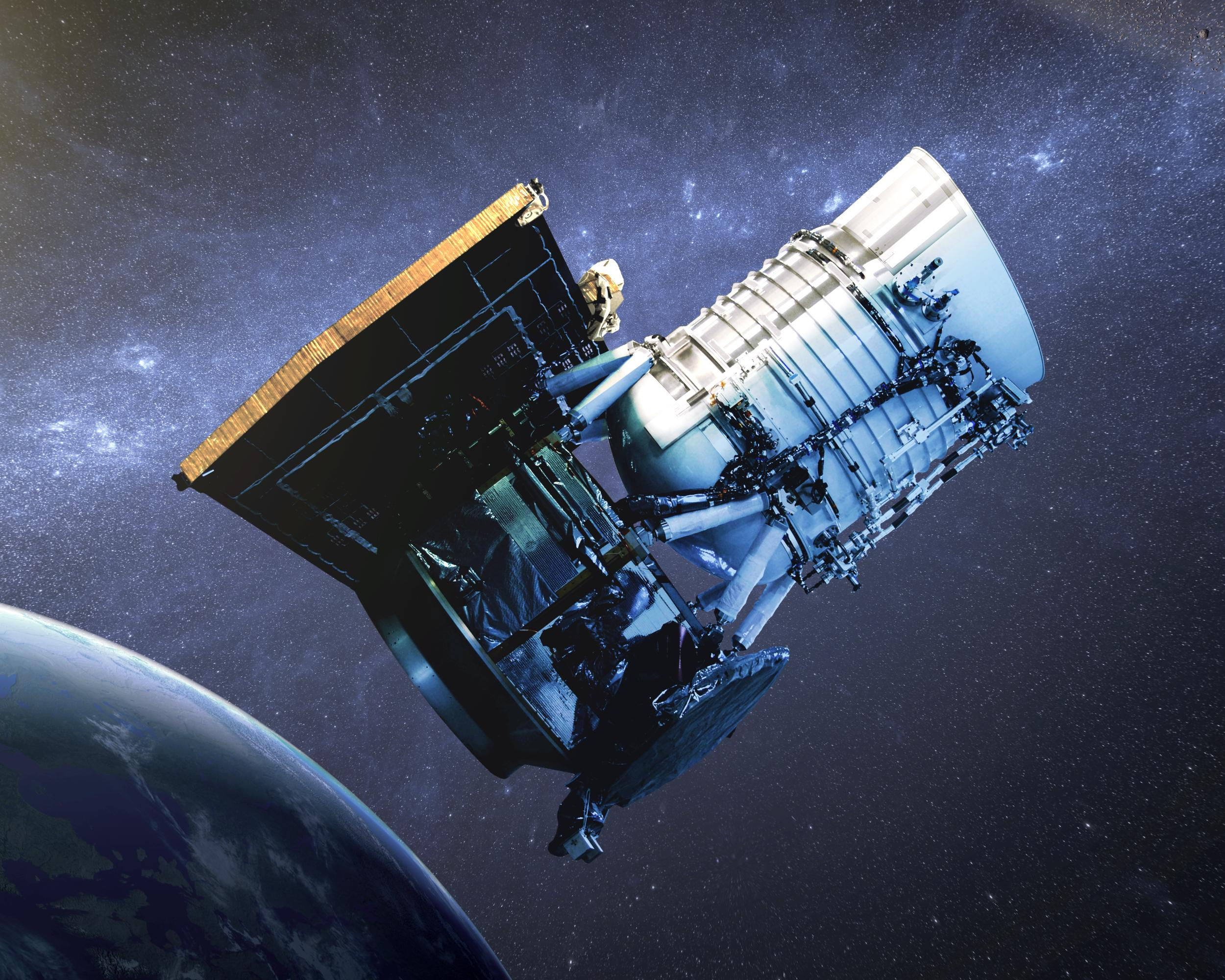
23 مايو: التشكيك في العديد كبير من البيانات الخاصة بالكويكبات والمقدمة من مستكشف الأشعة تحت الحمراء عريض المجال ومهمات نيووايز.

  - أطلقت الهند مكوكًا فضائيًا صغيرًا يمكن إعادة استخدامه، بلغ طوله7 أمتار وأطلق من ولاية أندرا براديش ووصل لارتفاع 65 كيلومتر (40 ميل) داخل الغلاف الجوي قبل هبوطه في البحر.[191][192]
  - حل قدر كبير من البيانات الخاصة بالكويكبات والمقدمة من مستكشف الأشعة تحت الحمراء عريض المجال ومهمات نيووايز موضع الشك،[190][193][194] إلا أن النقد لم يخضع لمراجعتهم بعد.[195]
- 24 مايو
  - كشف بحث أجري على 216,000 مراهق في الولايات الأمريكية الـ50 تناقص أعداد المراهقين المعانين من أضرار المرجوانا، وأن معدلات تناولها قد تناقصت، على الرغم من تزايد عدد الولايات التي تقنن تناولها.[196]
- 25 مايو
  - اكتشف باحثون دليلًا على عمل أميلويد بيتا كمضاد حيوي طبيعي في الدماغ: وأن لويحات الأميلويد المتعلقة بمرض ألزهايمر هي جزء طبيعي من الجهاز المناعي، وإزالتها يمكن أن تكون ضارة.[197][198]
- 26 مايو
  - نشرت مجلة ساينس دليلًا على عصر جليدي هائل حديث على المريخ. وأنه من حوالي 370,000 عام مضت فقط، كان الكوكب الأحمر يبدو أبيضًا.[199][200]

### يونيو
- 1 يونيو
  - تنامت الطاقة المتجددة في العالم بأسرع معدل لها على الإطلاق في 2015، وذلك وفقًا لتقرير شبكة سياسة الطاقة المتجددة للقرن العشرين (بالإنجليزية: Renewable Energy Policy Network for the 21st Century)‏.[201][202]
- 2 يونيو
  - أعلن العلماء رسميًا عن HGP-Wirte، مشروع موسع عن مشروع الجينوم البشري، يشمل إنشاء جينوم بشري اصطناعي.[203][204][205][206]
  - كشفت تجارب ستانفورد المعملية أن حقن خلايا جذعية مباشرة في أدمغة مصاب بالسكتة أعاد إحياء دوائر ميتة في المخ وأعاد للمرضى القدرة على السير.[207][208][209]
- 3 يونيو
  - أعلنت كلًا من ناسا ووكالة الفضاء الأوروبية أن الفضاء الكوني في تمدد بنسبة 5% إلى 9% أسرع مما اعتقد سابقًا، وذلك بعد الاستعانة بمرصد هابل الفضائي لقياس البعد عن نجوم في 19 مجرة وراء درب التبانة.[210][211][212]
  - عٌرضت تركيبة جديدة من العقاقير الكيميائية لسرطان البنكرياس في أكبر مؤتمر للسرطان في العالم، وتعمل التركيبة الجديدة على رفع نسبة الشفاء طويل المدى من 16% إلى 29%.[213][214][215]
- 7 يونيو
  - أعلن مركز بيانات الثلوج والجليد الوطني أن الحزمة الجليدية في المحيط المتجمد الشمالي وصل لأدنى حجم لها على الإطلاق في شهر مايو بتباين غير مسبوق.[216][217]
- 8 يونيو
  - عرض الاتحاد الدولي للكيمياء البحتة والتطبيقية الأسماء النهائية للعناصر الكيميائية الأربعة الجديدة في الجدول الدوري: نيهونيوم وموسكوفيوم وتينيسين وأوغانيسون.[218]
- 9 يونيو
  - استحداث طريقة لضخ ثاني أكسيد الكربون إلى باطن الأرض وتحويله من الحالة الغازية إلى كربونات صلبة، هادفين بذلك إلى وسيلة أفضل لاحتجاز وتخزين ثنائي أكسيد الكربون.[219][220]
- 13 يونيو
  - توصل باحثون في جامعة كامبردج إلى هجين من جزيئات مثارة وجزيئات بالإضافة لضوء منبعث، وذلك في درجة حرارة الغرفة.[221]15 يونيو: اكتشاف حادثة موجة ثقالية ثانية (GW151226) نتجت عن تصادم ثقوب سوداء.[222]
- 15 يونيو

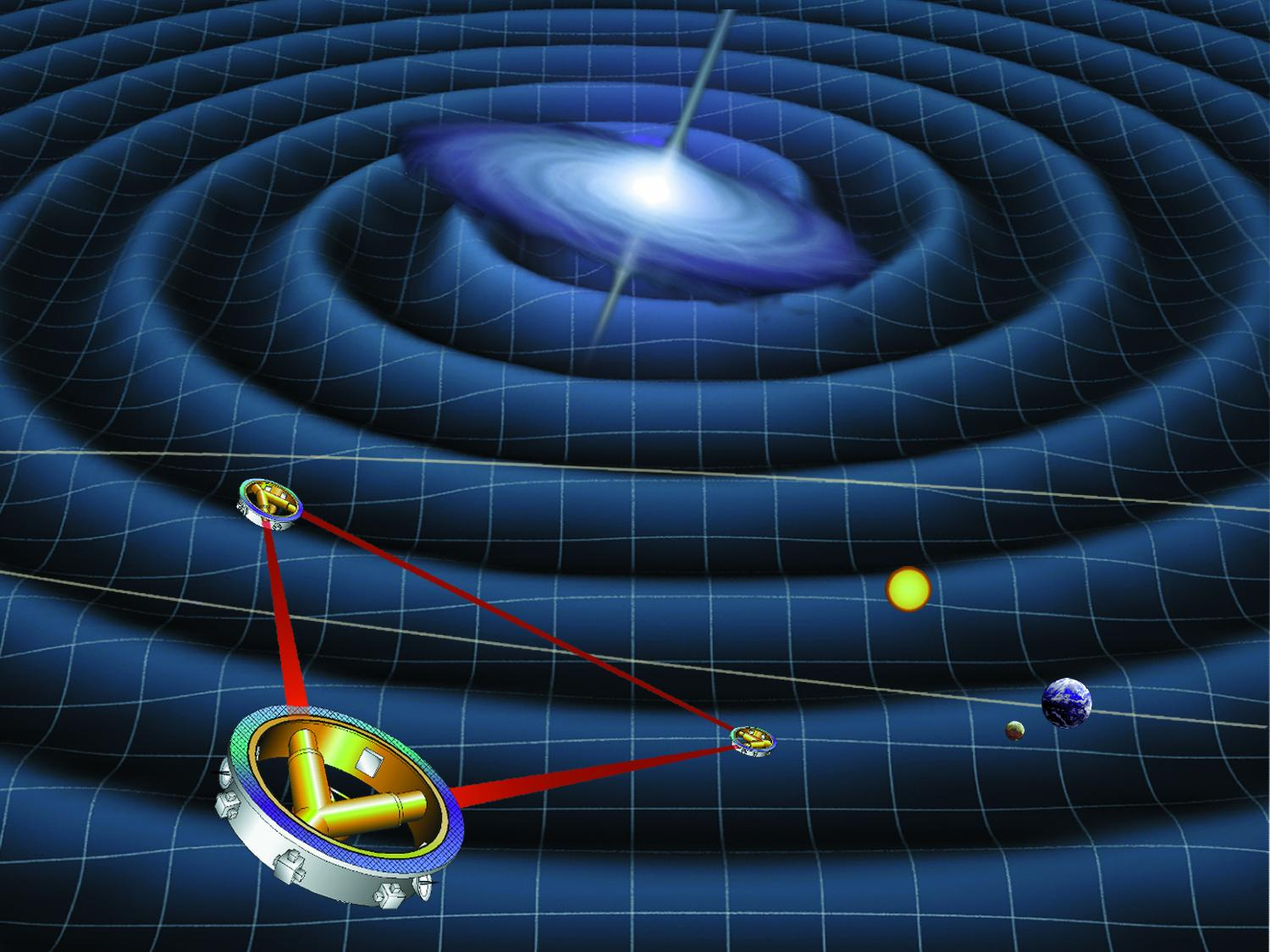
15 يونيو: اكتشاف حادثة موجة ثقالية ثانية (GW151226) نتجت عن تصادم ثقوب سوداء.

  - أعلن العلماء عن اكتشاف حادثة موجة ثقالية ثانية (GW151226) نتجت عن تصادم ثقوب سوداء.[222]
- 16 يونيو
  - أعلن باحثون في مستشفى ماساتشوستس العام عن طريقة جديدة تتيح زراعة طويلة المدى للخلايا الجذعية للبالغين.[223]
- 20 يونيو
  - قدّمت الصين صنواي تايهولايت، أسرع حاسوب فائق في العالم، سعته 93 بيتافلوبس، وأقصى أداء له عند 125 بيتافلوبس.[224]
  - اكتشف علماء الفلك مجرة دراغونفلاي 44 (بالإنجليزية: Dragonfly 44)‏ تتكون من 99.99% مادة مظلمة، أكثر من أي مجرة أخرى معروفة.[225][226]
- 23 يونيو
  - أعلن علماء هولنديون أن محاصيل أربعة خضراوات وحبوب تمت زراعتها في تربة مماثلة لتربة المريخ صالحة للأكل.[227]
- 29 يونيو
  - أعلنت ناسا أن البقع المضيئة في فوهة أوكاتور الصدمية على الكوكب القزم سيريس هي في الغالب كربونات الصوديوم (Na2CO3).[228]
- 30 يونيو
  - كشفت تيسلا موتورز عن أول حالة وفاة تسببت بها مركبة ذاتية القيادة.[229]

### يوليو
- 1 يوليو
  - أعلن باحثون في مصادم الهدرونات الكبير عن عائلة جديدة من جزيئات تترا كوارك سميت إكس (4140) وإكس (4274) وإكس (4500) وإكس (4700).[230]
- 4 يوليو
  - أعلن علماء ناسا عن وصول مسبار جونو إلى كوكب المشتري.[231][232]
- 5 يوليو
  - أكملت الصين تشييد أكبر مقراب راديوي في العالم.[233]
- 11 يوليو
  - أعلن علماء الفلك اكتشاف الكوكب القزم 2015 RR245 في حزام كايبر، له مدار بيضازي الشكل يقطعه في 700 عام.[234][235]
- 13 يوليو
  - أعلن علماء أمريكيون وهنود أن وسائل التغليف المنقوعة في الغرافين أفضل بملايين المرات في حجب الرطوبة عن البلاستيك العادي.[236]
- 20 يوليو
  - مستعينين بتلسكوب هابل، قام علماء بأول تحليل طيفي للغلاف الجوي لكواكب خارج المجموعة الشمسية بحجم الأرض تدور حول ترابيست-1.[237][238]25 يوليو: تعرّف العلماء على مجموعة من 355 جين لآخر سلف مشترك شامل.[239]

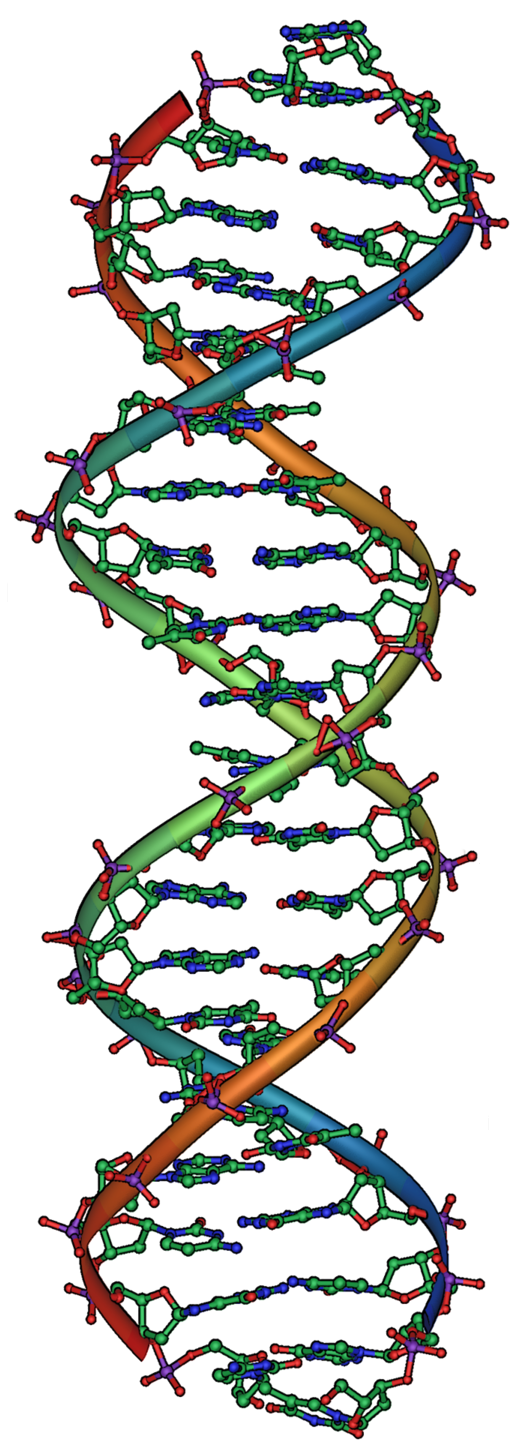
25 يوليو: تعرّف العلماء على مجموعة من 355 جين لآخر سلف مشترك شامل.

  - كشف علماء في جامعة رايس عن سبيكة من التيتانيوم والذهب لها صلابة أكبر بأربعة أضعاف من معظم الصلب الموجود.[240]
- 21 يوليو
  - سجلت أعلى درجة حرارة على الإطلاق في نصف الأرض الشرقي في منطقة مطربة في الكويت، وبلغت 54 درجة مئوية (129.2 درجة فهرنهايت).[241] وصارت هي الأقرب لوادي الموت في كاليفورنيا، حين بلغت درجة الحرارة 56.7 درجة مئوية (134.1 درجة فهرنهايت) عام 1913.
- 25 يوليو
  - تعرّف العلماء على مجموعة من 355 جين لآخر سلف مشترك شامل.[239]
  - وضّح بحث حديث أن الهرمونات الجنسية يمكنها محاكاة إنتاج إنزيم تيلوميرازي، وهو إنزيم يوجد طبيعيًا في البشر.[242]
- 26 يوليو
  - أصبحت طائرة سولار إمبلس أول طائرة كهربائية تقوم بدورة كاملة حول الأرض.[243]
- 27 يوليو
  - أثبت أن النيونيكوتينويدز، أكثر مبيد حشري مستخدم عالميًا، يقلل الحيوانات المنوية للنحل بنسبة 40%, بالإضافة لتقليصه لعمر ذكور النحل للثلث تقريبًا.[244]
  - اكتشف باحثون في ألمانيا أن البكتيريا الموجودة في أنف الإنسان تنتج مضادات حيوية جديدة فعّآلة ضد العوامل الممرضة متعددة المقاومة.[245][246]
- 29 يوليو
  - اكتشف أن قاع المحيط في منطقة كليبيرتون فراكشر، منطقة في المحيط الهادئ تجرى بها عمليات تنقيب بحري عميق عن المعادن، يحتوي على أشكال عديدة ومتنوعة للحياة، وأكثر من نصف الأنواع الموجودة بها في جديدة على العلوم.[247]

### أغسطس
- 1 أغسطس
  - باستخدام الحمض النووي لـ450,000 عميل لشركة الاختبارات الجينية 23 أند مي، تم التعرف لأول مرة على 15 منطقة في الجينوم تتعلق بحالات الاكتئاب.[248][249]
- 3 أغسطس
  - أشار باحثون لأكثر من 4,000 كوكب خارج المجموعة الشمسية اكتشفهم مسبار كيبلر الفضائي التابع لناسا بأنهم من المحتمل بشدة أن يكونوا مشابهون للأرض. وقد حدد بحثهم كواكب كيبلر 216 الموجودة في «المنطقة القابلة للسكن»، من بينهم 20 كوكب هم الأكثر ترشيحًا ليكونوا كواكب صخرية صالحة للمعيشة مثل الأرض.[250][251]
- 4 أغسطس
  - حقق فريق في جامعة أوكسفورد بوابة منطق كميّة بدقة قياسية: 99.9%، لتصل بذلك للمعايير المطلوبة لبناء حاسوب كمومي.[252]
- 5 أغسطس
  - أوضح تحليل لبيانات أكثر توسعًا من مصادم الهدرونات الكبير أن فيض الفوتونات الثنائية الذي بلغ 750 جيجا إلكترون فولت والذي لوحظ عام 2015[253][254][255] ربما كان مجرد خطأ إحصائي.[256][257]
  - اقترح بحث جديد بواسطة كلية لندن الإمبراطورية أنه يمكن تصنيع هيئة جديدة للضوء بحزمه مع إلكترون، ليجمع بذلك خصائصهما.[258]
- 6 أغسطس
  - صنع مهندسو جامعة كاليفورنيا أول مستشعرات لا سلكية بحجم حبة الغبار يمكن زراعتها في الجسم.[259]
- 8 أغسطس
  - اقترح بحث جديد من جامعة ستانفورد أنه يمكن إعادة تصميم الذاكرة متغيرة الحالة هندسيًا لتصبح أسرع بألف مرة، حتى أنها ستسخدم طاقة أقل وستتطلب مساحة أقل.[260]11 أغسطس: قرش غرينلاند هو أطول الفقاريات عمرًا، حيث يعيش حتى حوالي 400 عام.[261]
- 11 أغسطس

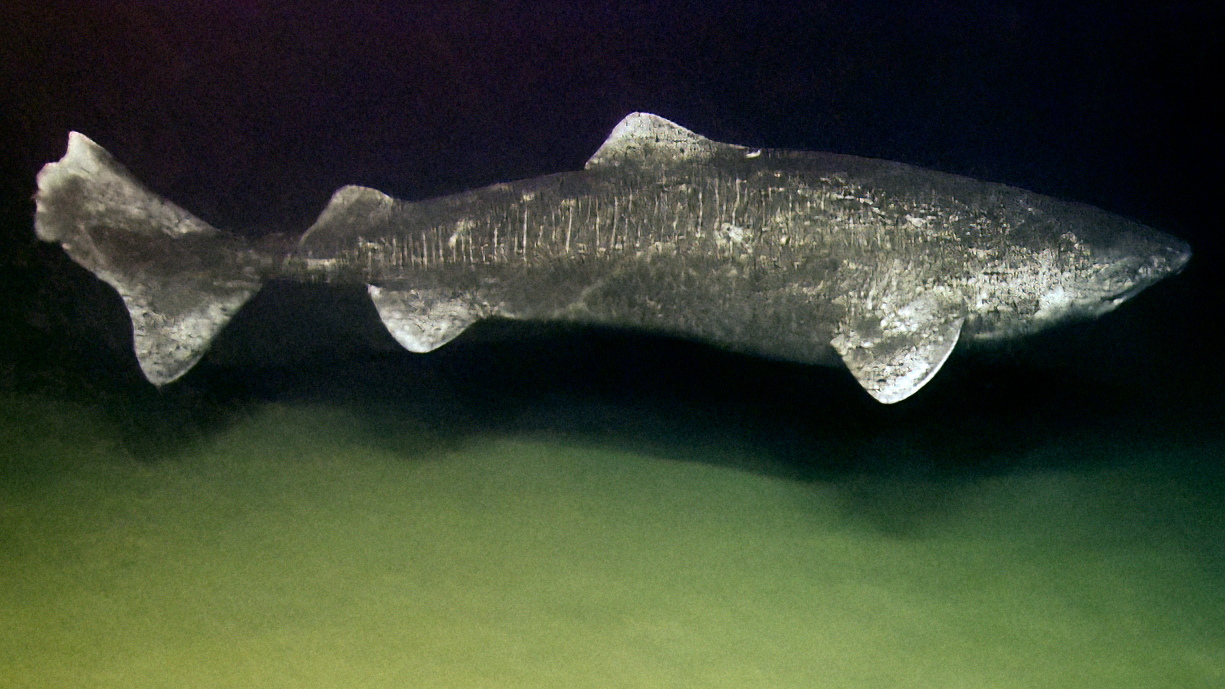
11 أغسطس: قرش غرينلاند هو أطول الفقاريات عمرًا، حيث يعيش حتى حوالي 400 عام.

  - وفقًا لنماذج ناسا المناخية، كوكب الزهرة ربما كان قابلًا للسكن في الماضي السحيق، بوجود محيط سائل ضحل ودرجة حرارة أقل بكثير عما هو عليه اليوم.[262]
  - اكتشف أن قرش غرينلاند (الاسم العلمي: Somniosus microcephalus) هو أطول الفقاريات عمرًا، حيث يعيش حتى حوالي 400 عام.[261]
- 12 أغسطس
  - ابتكر باحثون في كلية لندن الجامعية برنامجًا معتمدًا على خوارزمية تمكنه من مسح ونسخ خط أي شخص تقريبًا.[263][264]
- 15 أغسطس
  - أعلنت ناسا أن يوليو 2016 كان أعلى شهر في درجة الحرارة على الإطلاق منذ بدء تسجيل درجات الحرارة عام 1880، وذلك بفارق 1.51 درجة فهرنهايت (0.84 درجة سلزيوس) عن المتوسط العالمي بين عامي 1950 و1980.[265]
  - أكّدت ناسا أن التصديع المائي هو المسؤول عن بقعة الميثان الحارة الضخمة في الولايات المتحدة.[266][267]
  - استبدال الغابات الاستوائية المنخفضة بمزارع زيت النخيل يدمّر 11 من 14 نظام بيئي صحّي، بعض منها لن لن يكون قابل للإصلاح.[268]
- 16 أغسطس
  - أعلن معهد ماساتشوستس للتكنولوجيا عن تقدّم ملفت بطاريات ليثيوم-أيون سيساهم في مضاعفة سعتها.[269]
- 22 أغسطس
  - كشف باحثون في برينستون عن رقاقة مفتوحة المصدر ذات 25 نواة يمكن تقليصها بسهولة لصناعة حاسوب بـ200,000 نواة.[270][271]24 أغسطس: اكتشاف بروكسيما بي، كوكب صخري خارج المجموعة الشمسية في النطاق الصالح للحياة للقزم الأحمر نجم قنطور الأقرب، أقرب نجم من الشمس.[272]
- 24 أغسطس

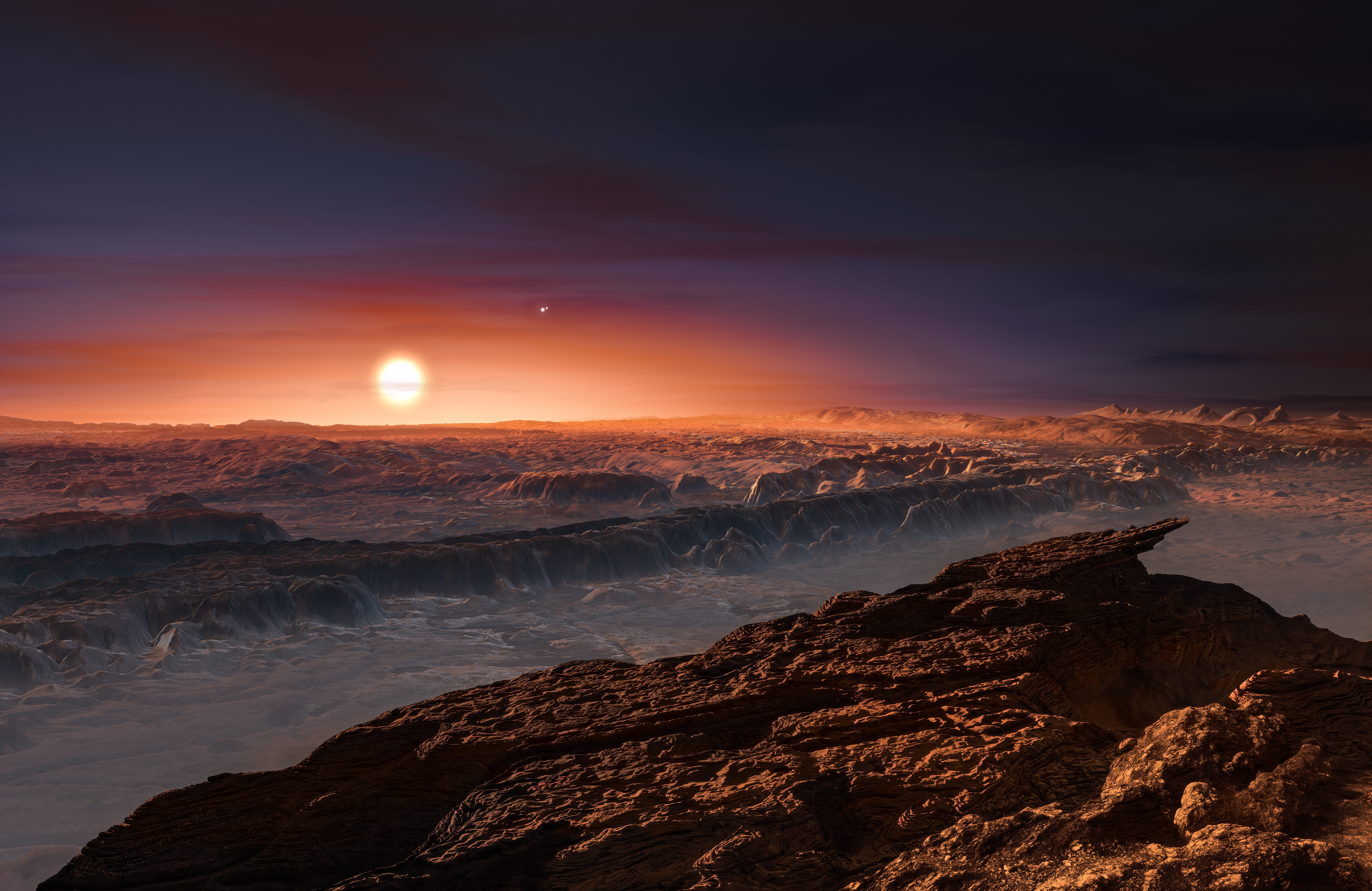
24 أغسطس: اكتشاف بروكسيما بي، كوكب صخري خارج المجموعة الشمسية في النطاق الصالح للحياة للقزم الأحمر نجم قنطور الأقرب، أقرب نجم من الشمس.

  - أعلن علماء الفلك عن اكتشاف بروكسيما بي، كوكب صخري خارج المجموعة الشمسية في النطاق الصالح للحياة للقزم الأحمر نجم قنطور الأقرب، أقرب نجم من الشمس.[272]
- 25 أغسطس
  - أعلن علماء الفلك أن دراغونفلاي 44، مجرة فائقة التشتت لها كتلة مجرة درب التبانة، ربما تكون متكونة بالكامل من مادة مظلمة.[273][274][275]
- 26 أغسطس
  - نشرت جامعة واشنطن ومنظمة الحفاظ على البيئة خريطة مصورة تظهر بها الثديات والطيور والبرمائيات متحركة صوب نصف الكرة الجنوبي بسبب التغير المناخي.[276]
- 27 أغسطس
  - مّر مسبار جونو التابع لناسا بالقرب من كوكب المشتري وعلى مسافة 4200 كم (2600 ميل) من قمم السحب، وهي بذلك أكثر مركبة تقترب من كوكب المشتري بهذه الدرجة دون أن تدخل غلافه الجوي.[277]
- 28 أغسطس
  - انتهت آخر تجربة لمحاكاة عمارة البشر للمريخ (HI-SEAS IV) بعد عام كامل من بدءها.[278][279]
  - نجحت رائدة الفضاء الأمريكية كيت روبنز، والتي تقيم في محطة الفضاء الدولية، في تحليل تسلسل الحمض النووي لأول مرة في الفضاء الخارجي.[280]
- 31 أغسطس
  - الاعتقاد بأن أقدم مستحاثة معروفة على الإطلاق، والتي قد تكون ستروماتوليت، ربما يكون قد عثر عليها على تموّج صخري في جنوب غرب جرينلاند، تعود تقريبًا ل3.7 مليار عام.[281][282]
  - أثبتت أجسام مضادة جديدة، أدوكانوماب، فعاليتها في خفض لويحات بيتا أميلويد الضارة في مرضى ألزهايمر في مرحلة مبكرة.[283]

### سبتمبر
- 1 سبتمبر
  - حدث كسوف شمسي حلقي.
- 2 سبتمبر
  - أظهرت ترانزستورات الأنابيب النانوية الكربونية لأول مرة أداءً أفضل من ترانزستورات السليكون.[284]
- 4 سبتمبر
  - غيّر الاتحاد الدولي لحفظ الطبيعة تصنيف الباندا العملاقة من «مهددة بالانقراض» إلى «معرضة للانقراض» وذلك بعد عقود من العمل الشاق للحفاظ على الكائن.[285] على الرغم من ذلك تم تصنيف الغوريلا الشرقية – أضخم الرئيسيات على قيد الحياة – كمهددة بشدة للانقراض.[286]
- 5 سبتمبر
  - العثور على المسبار فيلة في صدع مظلم بالمذنب 67 بي/تشوريوموف-غيراسيمينكو، وكان المسبار قد هبط على المذنب في نوفمبر 2014.[287][288]
  - وفقًا لدراسة حديثة، ازدادت قوة إعصار تيفون في شرق آسيا بنسبة 50% في الأربعين سنة الماضية نتيجة زيادة دفئ البحار.[289]
- 7 سبتمبر
  - بنسبة واحد من عشرة من البرية في العالم قد اختفت في العشرين سنة الماضية، وهي مساحة تساوي ضعف مساحة ألاسكا. وتعد منطقتي الأمازون ووسط أفريقيا هما الأشد تضررًا.[290][291][292]
- 8 سبتمبر
  - أكّد اختبار الحمض النووي لبقايا هيكل عظمي في لندن أن اليرسينيا الطاعونية كانت الباكتيريا المتسببة عن طاعون لندن العظيم عام 1665.[293]
  - أطلقت ناسا مهمة مسبار أوسايرس-ركس التي ستستمر 7 سنوات وتهدف للوصول للكويكب بينو 101955 وإحضار عينة منه إلى الأرض.[294][295][296][297]14سبتمبر: الجزء البنيّ المحمر في القطب الشمالي لقمر شارون، أكبر أقمار الكوكب القزم بلوتو الخمسة، عبارة عن ثولينز وغازات أخرى يطلقها الغلاف الجوي لبلوتو.[298]
- 10 سبتمبر

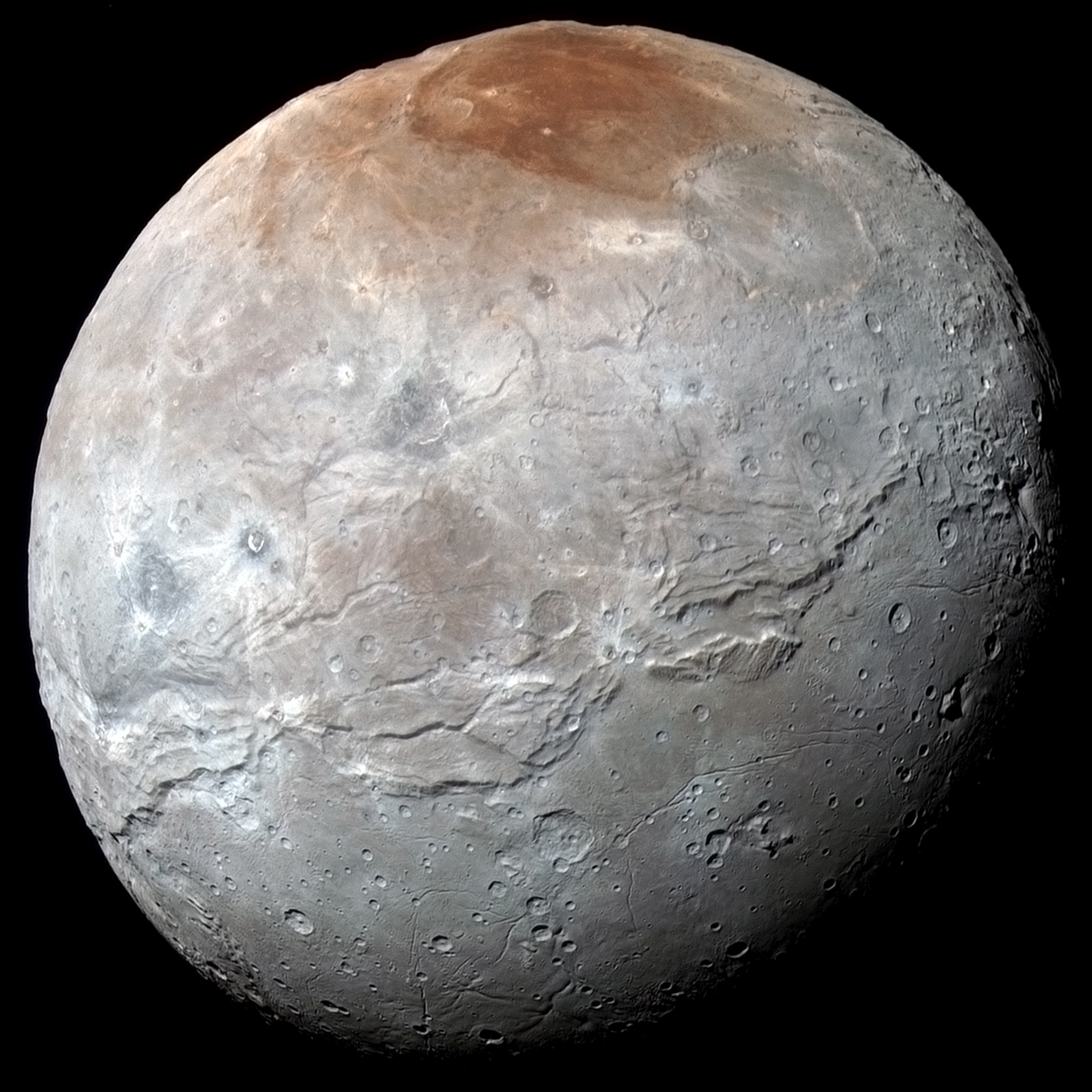
14سبتمبر: الجزء البنيّ المحمر في القطب الشمالي لقمر شارون، أكبر أقمار الكوكب القزم بلوتو الخمسة، عبارة عن ثولينز وغازات أخرى يطلقها الغلاف الجوي لبلوتو.

  - استخرج ثاني أكبر نيزك حديدي تم اكتشافه على الإطلاق في الأرجنتين، ويزن النيزك 30 طنًا، وكان قد سقط على الأرض عام 2000 قبل الميلاد تقريبًا.[299]
- 13 سبتمبر
  - نشرت وكالة الفضاء الأوروبية أول دفعة من بيانات مسبار غايا الفضائي، والتي تتضمن إحداثيات وشدة إضاءة مليارات النجوم في مجرة درب التبانة.[300][301]
- 14 سبتمبر
  - أعلن علماء الفلك أن الجزء البنيّ المحمر في القطب الشمالي لقمر شارون، أكبر أقمار الكوكب القزم بلوتو الخمسة، عبارة عن ثولينز، جزيئات ضخمة عضوية تنتج عن الميثان والنيتروجين وغازات أخرى يطلقها الغلاف الجوي لبلوتو وانتقلت مسافة حوالي 19,000 كم (12,000 ميل) إلى ذلك القمر.[298]
- 16 سبتمبر
  - أعلنت مختبرات نوكيا بيل ومختبرات دويتش تيليكوم تي لابس والجامعة التقنية بميونخ عن تطوير ألياف بصرية بمعدلات نقل تبلغ 1 تيرابايت في الثانية.[302]
- 20 سبتمبر
  - كشفت ساندسك عن أول سكيور ديجيتال بسعة 1 تيرابايت في فوتوكينا.[303]
- 21 سبتمبر21 سبتمبر: جميع البشر غير الأفارقة على سطح الأرض يمكن تتبع تسلسلهم إلى مجموعة واحدة غادرت أفريقيا منذ حوالي 50,000 عام مضت.[304]

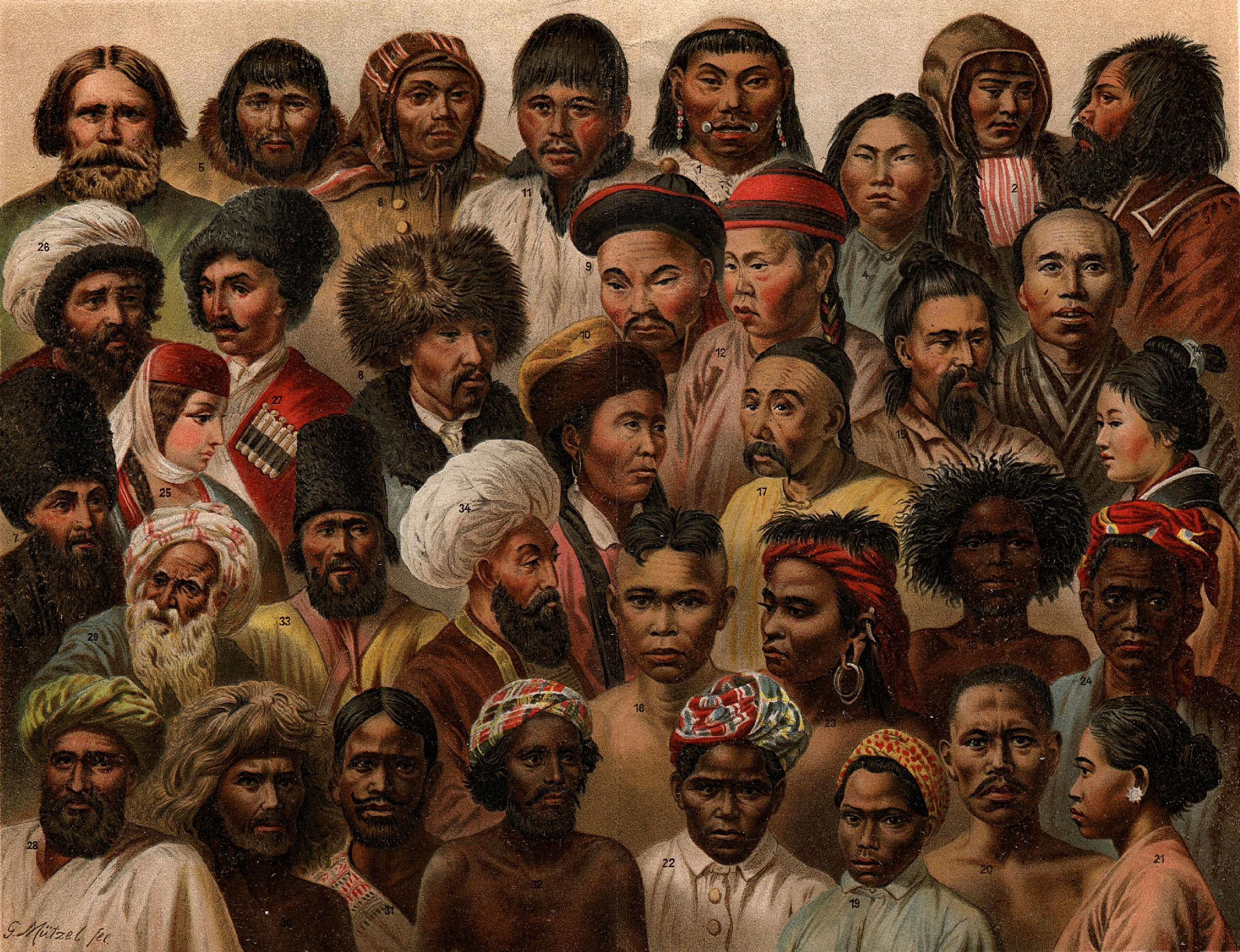
21 سبتمبر: جميع البشر غير الأفارقة على سطح الأرض يمكن تتبع تسلسلهم إلى مجموعة واحدة غادرت أفريقيا منذ حوالي 50,000 عام مضت.

  - أعلن علماء أنه بالاعتماد على الجينوم البشري، أن كافة البشر غير الأفارقة في العالم حاليًا يمكن تتبعها حتى نصل إلى مجموعة واحدة خرجت من أفريقيا منذ 50,000 و80,000 عامًا مضت.[304]
- 22 سبتمبر
  - الإعلان عن برك من المياه الذائبة لأول مرة على الإطلاق في شرق القارة القطبية الجنوبية، وذلك بعد تخطي درجات الحرارة الصفر المئوية.[305]
  - صنع باحثون في جامعة تورنتو أول خريطة توضح شبكة التفاعل الجيني العالمي للخلية، لتكشف كيفية تناسق آلاف الجينات مع بعضها البعض لتنظيم الحياة الخلوية.[306]
- 25 سبتمبر
  - بدأت الصين التشغيل التجريبي لأكبر تلسكوب لاسلكي في العالم، تلسكوب فاست.[307]
- 26 سبتمبر
  - اكتشاف نشاط كوكب عطارد تكتونيًا.[308]
- 27 سبتمبر
  - ولادة أول طفل من خلال تقنية «الآباء الثلاثة».[309][310]
  - كشف مؤسس ومدير سبيس إكس، إيلون ماسك، عن خطته لإرسال البشر إلى المريخ في سفينة فضاء جديدة في رحلات بدون طيار بدءً من عام 2022.[311]
- 29 سبتمبر
  - أشارت دراسة أجرتها جامعة كامبردج لمساهمة الكاميرات المثبتة جسديًا قد خفضت الشكاوى ضد الشرطة في المملكة المتحدة والولايات المتحدة الأمريكية بنسبة 93%.[312]
- 30 سبتمبر
  - تحطمت المركبة الفضائية الأوروبية «روزيتا» على سطح المذنب «تشوري» في نهاية مهمتها.[313][314][315]

### أكتوبر
- 3 أكتوبر
  - نشرت جامعة ويسكونسن ميلووكي دراسة تشير لأن تناول السيدات للكافيين يقلل من مخاطر الإصابة بالخرف بنسبة 36 بالمئة.[316]
  - منحت جائزة نوبل في الطب أو علم وظائف الأعضاء لعام 2016 للياباني يوشينوري أوسومي لمساهماته في اكتشافات الالتهام الذاتي.[317]

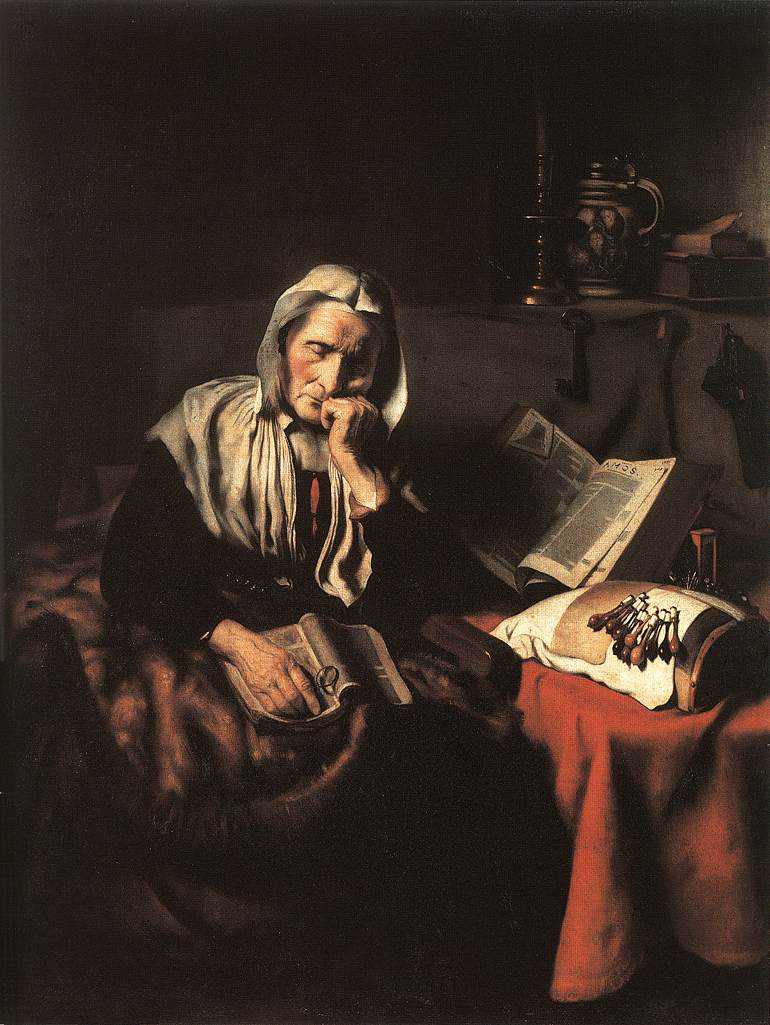
5 أكتوبر: حدد علماء متوسط العمر المتوقع للبشر بـ115 عام، وأقصى عمر ممكن بـ125 عام.

  - 5 أكتوبر: حدد علماء متوسط العمر المتوقع للبشر بـ115 عام، وأقصى عمر ممكن بـ125 عام.[318][319]أعلنت المجلة البريطانية للطب الرياضي أن ممارسة الغولف يمكنها زيادة متوسط العمر المتوقع بحوالي 5 سنوات.[320]
- 4 أكتوبر
  - منحت جائزة نوبل في الفيزياء لعام 2016 لكل من ديفيد ثاوليس ودنكن هالداين ومايكل كوسترليتز لاكتشافاتهم النظرية في مجال التعدي أو الانتقال الطوري الطوبولوجي والطور الطوبولوجي للمادة.[321]
- 5 أكتوبر
  - منحت جائزة نوبل في الكيمياء لكل من جان بيار سوفاج وفريزر ستودارت وبين فيرينغا لتصميمهم وتركيبهم لآلات جزيئية.[322][323]
  - حدد علماء متوسط العمر المتوقع للبشر بـ115 عام، وأقصى عمر ممكن بـ125 عام.[318][324]
  - عثرت مهمة كاسيني-هايجنز الفضائية التابعة لناسا على دليل عى محيط تحت سطح أحد أقمار زحل، ديون.[325]
- 6 أكتوبر
  - أعلن باحثون في معهد بحوث المركز الوطني الفرنسي للبحث العلمي عن إمكانية احتواء كوكب بروكسيما بي على محيطات.[326]
  - أعلن باحثون في قسم الطاقة بمختبر لورنس بيركلي الوطني عن ترانزستور يعمل رغم أبعاد المقدرة بـ1 نانومتر.[327]
- 9 أكتوبر
  - أثبت نيفولوماب فعاليته في مضاعفة معدلات النجاة لمرضى العام الواحد بسرطان الرأس والعنق مقارنة بالعلاج الكيميائي، كما يقلص الورم في حالات سرطان الكلية المتقدمة.[328]
- 10 أكتوبر
  - اكتشفت دراسة أجراها معهد الأرض في جامعة كولومبيا أن حرائق الغابات قد تضاعفت في المساحة في الثلاثين عام الأخيرة نتيجة التغيرات المناخية.[329]
- 11 أكتوبر
  - جدّد باراك أوباما رؤية تدخل الحكومة الأمريكية في بعثة مأهولة إلى المريخ بحلول منتصف ثلاثينيات القرن الحالي.[330][331]
  - أعلن علماء الفلك اكتشافهم لكوكب قزم جديد، 2014 UZ224، يبعد 13.6 مليار كيلومتر (8.5 مليار ميل) عن الشمس.[332]
- 12 أكتوبر13 أكتوبر: هناك 2 تريليون مجرة في الكون المنظور، وهي نسبة مقدرة أكبر بعشرة مرات عما اعتقد سابقًا.[333][334]

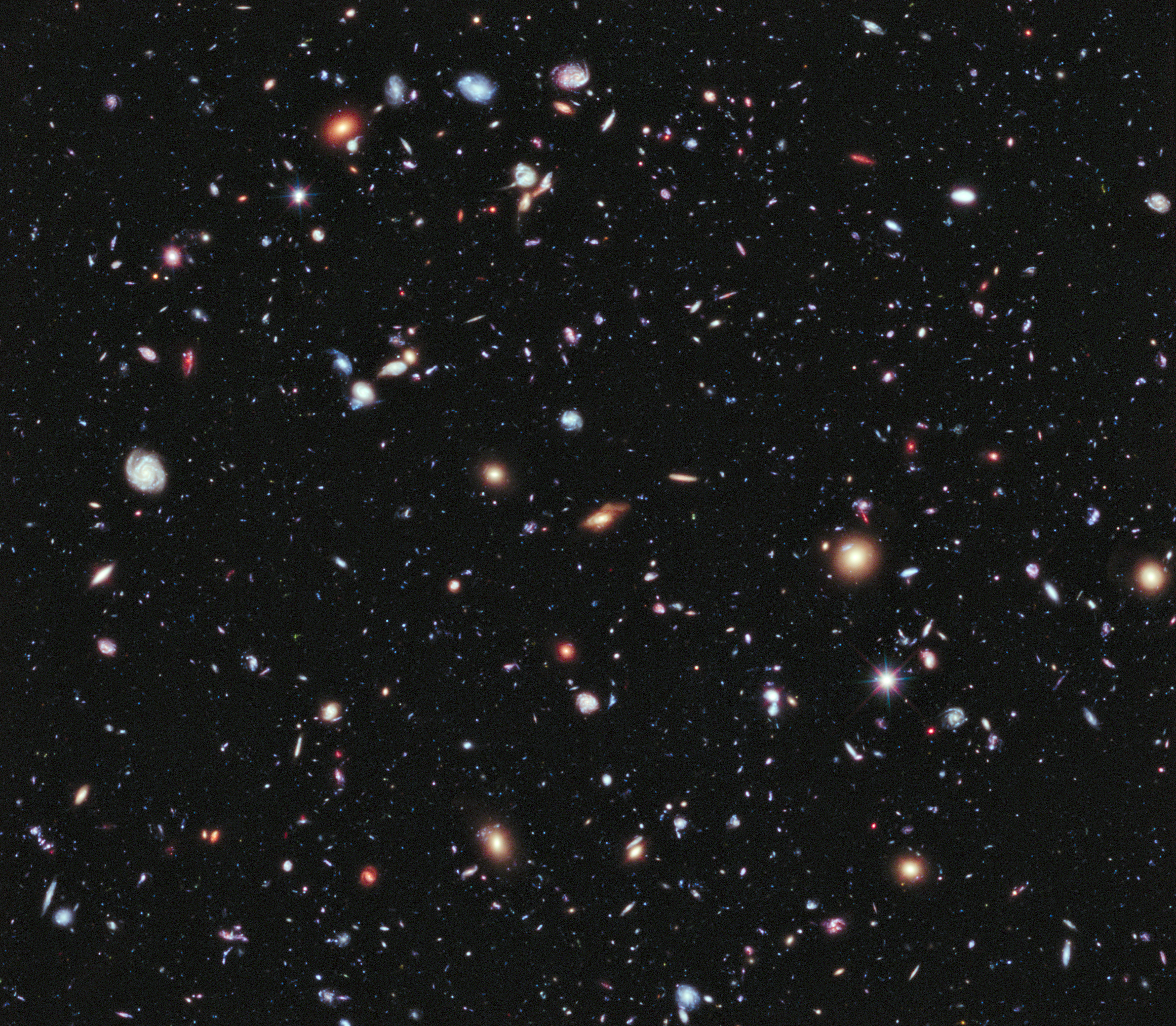
13 أكتوبر: هناك 2 تريليون مجرة في الكون المنظور، وهي نسبة مقدرة أكبر بعشرة مرات عما اعتقد سابقًا.

  - إعلان خطط أول دولة قومية في الفضاء الخارجي، أسجاديا.[335][336][337]
- 13 أكتوبر
  - بتطبيق تقنيات التصور ثلاثي الأبعاد على صور التقطها مرصد هابل الفضائي لمدة عشرين عامًا، قدّر علماء الفلك أن هناك 2 تريليون مجرة في الكون المنظور، وهي نسبة أكبر بعشرة مرات عما اعتقد سابقًا.[338][334][339]
- 17 أكتوبر
  - صنع فريق في جامعة أستراليا بجنوب ويلز تراكب كمي جديد يبقى في حالة تراكب مستقر لمدة أطول بعشر مرات مما كان بالإمكان سابقًا.[340]
  - أعلن معهد غودارد لدراسات الفضاء والتابع لناسا أن شهر سبتمبر 2016 كان أعلى شهر سبتمبر في درجة الحرارة عالميًا عبر السنين.[341]
- 18 أكتوبر
  - أعلن باحثو مايكروسوفت عن نظام أوتوماتيكيّ جديد يمكنه مجاراة البشر في التعرف على الكلام.[342][343]
  - اكتشف باحثو جامعة وارويك الموقع الفيزيائي للاضضطراب الاكتئابي في المخ البشري، والذي اكتشف تأثيره على القشرة الجبهية الحجاجية الجانبية.[344][345]
- 20 أكتوبر
  - أعلن باحثون في جامعة جيمس كوك في أستراليا بأن إضافة نوع من العشب البحري (يسمى: Asparagopsis taxiformis) إلى النظام الغذائي للأبقار يمكنه أن يقلل من انبعاثاتهم للميثان بنسبة 50-70%.[346]
- 21 أكتوبر
  - أعلن معهد ماساتشوستس للتكنولوجيا عن رقم جديد لضغط البلازما في مفاعل الاندماج النووي توكاماك ألكاتور سي-مود، بوصولهم لضغط أكبر من 2 ضغط جوي لأول مرة.[347]
- 24 أكتوبر
  - أعلنت المنظمة العالمية للأرصاد الجوية أنه من المحتمل أن يكون عام 2016 هو أول عام ترتفع فيه معدلات ثاني أكسيد الكربون في الغلاف الجوي عن 400 جزء في المليون طوال العام بأكمله.[348]24 أكتوبر: من المتوقع ارتفاع معدلات ثنائي أكسيد الكربون لأعلى من 400 جزء في المليون طوال عام 2016، وذلك بعد عام واحد فقط من أول تخطٍ لهذه النسبة.[348]
- 25 أكتوبر

24 أكتوبر: من المتوقع ارتفاع معدلات ثنائي أكسيد الكربون لأعلى من 400 جزء في المليون طوال عام 2016، وذلك بعد عام واحد فقط من أول تخطٍ لهذه النسبة.

  - أرسلت مركبة الفضاء نيو هورايزونز الدفعة الأخيرة من البيانات التي جمعتها أثناء جولتها حول الكوكب القزم بلوتو، ووصل حجم الدفعة الأخيرة من المعلومات والصور التي تم إرسالها لوكالة ناسا 50 مليار بت من البيانات، أو 6.25 جيجابايت، وبذلك تكون المركبة أرسلت كل ما جمعته في يوليو العام الماضي.[349]
- 27 أكتوبر
  - كشف تقرير أحياء الكوكب الذي أعده مجتمع لندن الحيواني وWWF أن أعداد الفقاريات في الحياة البرية قد تناقصت عالميًا بنسبة 58% منذ عام 1970، واقترحت أن هذه النسبة قد تصل لـ66% بحلول عام 2020.[350]
  - استخدم باحثون «خرائط الجيرة» للكشف عن شكل مجموع مورثي بصورة ثلاثية الأبعاد.[351]
  - صمّم باحثون في جامعة كاليفورنيا عنصر حوسبة نانوية سيتم إرسالها إلى الفضاء على أن تزيد أبعاده عن 50 نانومتر في أي من جوانبه.[352]
  - حدّد باحثون في إنجلترا أول مثال معروف عن أنسجة مخ متحجرة لديناصور.[353]
- 31 أكتوبر
  - أعلن باحثون في بين ستيت عن زيادة بمقدار ألف ضعف في سرعة المسح للطابعات ثلاثية الأبعاد، مستخدمين مشتت أشعة KTN قابل للتحكم وذلك بتأثير كبير للكهرباء الضوئية.[354]

### نوفمبر
- 1 نوفمبر
  - استخدم علماء جامعة روكفيلر تقنية تسمى «النحت الضوئي» (بالإنجليزية:  Light Sculpting)‏ لعرض الخلايا العصبية لدماغ الفئران بصورة حية ثلاثية الأبعاد.[355]
- 2 نوفمبر
  - أعلنت وكالة ناسا اكتمال مرصد جيمس ويب الفضائي، بعد أكثر من 20 سنة من العمل، مشيرة إلى أنه بعد تجربته بشكل متعمق سيتم إطلاقه عام 2018.[356][357]
- 3 نوفمبر
  - وجد أن مسح أدمغة البشر باستخدام التصوير بالرنين المغناطيسي الوظيفي (fMRI) أكثر فعالية بصورة كبيرة في كشف الكذب عن جهاز كشف الكذب التقليدي (بولي غراف).[358]
  - نشر علماء نتائج أولية على البشر للمثبط القوي BACE1 لعلاج والوقاية من ألزهايمر.[359]
  - كشفت دراسة نشرت في مجلة توباكو كونترول أن التحذيرات الصورية على علب السجائر يمكنها تقليص أعداد المتوفين نتيجة التدخين في الولايات المتحدة بنحو 652,000 شخص في الخمسين عام القادمة.[360]
  - كشفت أدوبي سيستمز في مؤتمر بسان دييغو عن برنامج صوتي يستطيع توليد صوت أي شخص بكل دقة، وبناءً عليه يمكنه كتابة ما قاله المتحدث.[361]4 نوفمبر: "القمح الخارق" المعدل وراثيًا يحسّن من التركيب الضوئي لزيادة الغلة بنسبة 20 إلى 40 بالمئة،[362]
- 4 نوفمبر

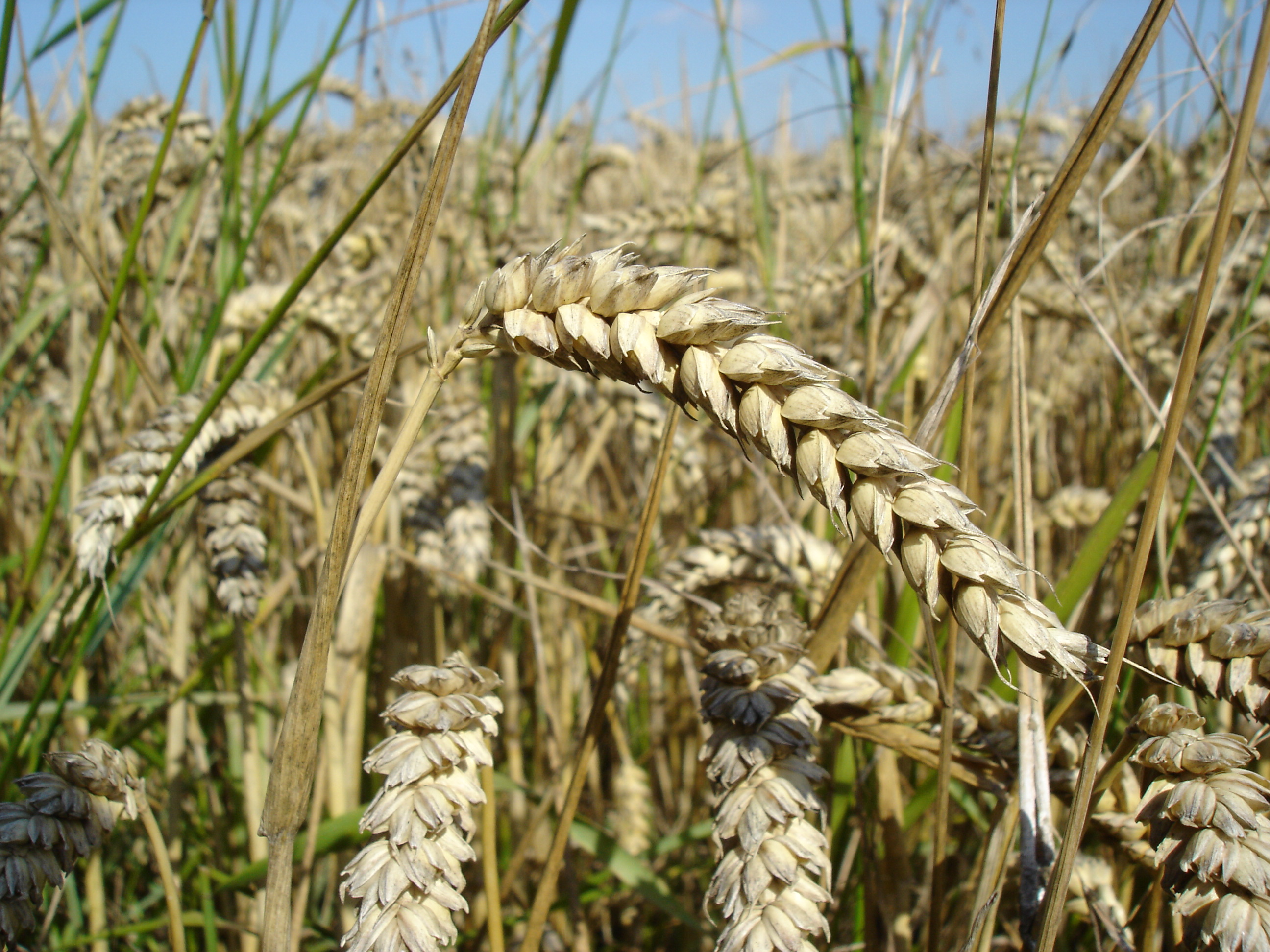
4 نوفمبر: "القمح الخارق" المعدل وراثيًا يحسّن من التركيب الضوئي لزيادة الغلة بنسبة 20 إلى 40 بالمئة،

  - أعلن باحثون في المملكة المتحدة عن «قمح خارق» معدل وراثيًا يحسّن من التركيب الضوئي، وهو ما يزيادة الغلة بنسبة 20 إلى 40 بالمئة،[362] ومن المتوقع أن تبدأ التجارب على أرض الواقع في عام 2017.[363]
- 6 نوفمبر
  - وافق الاتحاد الفلكي الدولي على اسم Rigil Kentaurus ليطلق على رجل القنطور أ. يأتي ذلك عقب إطلاق اسم Proxima Centauri على رجل القنطور ج يوم 21 أغسطس 2016.[364]
- 8 نوفمبر
  - أظهر بيانات جديدة نشرتها منظمة الأرصاد الجوية العالمية (WMO) أن الأعوام الخمسة بين 2011 و2015 كانت هي الأعلى في درجات الحرارة على الإطلاق، ويعزى ذلك للأنشطة البشرية، مع كون عام 2016 أعلى منهم في درجة الحرارة.[365][366][367]
  - تمت عملية زراعة رئتين صغيرتين تمت تنميتهما معمليًا بنجاح في فئران بواسطة باحثون في جامعة ميشيغان.[368]
- 9 نوفمبر
  - عرضت معامل إيه آي التابعة لجامعة أوكسفورد خوارزمية جديدة "Lib Net" قادرة على قراءة الشفاه بدقة أكبر بـ40% من البشر.[369][370]
  - ارتفع تقدير الاحتباس الحراري الأقصى بحلول عام 2100 من 4.8 إلى 7.36 درجة مئوية، وفقًا لدراسة نشرتها جامعة هاواي.[371]
- 11 نوفمبر
  - عرض باحثون في جامعة وسط فلوريدا بحثًا عن ملابس تزود بالطاقة الشمسية باستخدام التقنية النانوية.[372]
- 13 نوفمبر
  - أعلنت جامعة غرب أنغليا أن معدلات الانبعاثات العالمية لثنائي أكسيد الكربون لم تزداد في 2015، وأنه من المتوقع أن تزيد قليلًا في 2016، لنصل إلى ثلاث سنوات من بدون زيادة تقريبًا.[373]
- 14 نوفمبر
  - شهد العالم ظاهرة قمر عملاق، وفيها اقترب القمر المكتمل من الأرض أكثر من أي وقت مضى منذ 1948.[374]
- 16 نوفمبر
  - تنبأ الماسح الجيولوجي الأمريكي بوجود 20 مليار برميل بترول في تكساس، وهو أكبر كشف لبترول مستمر قد أنبأ به الماسح الجيويلوجي في الولايات المتحدة.[375]
  - استخدم باحثون في معهد سولك للدراسات البيولوجية تقنية جديدة لتحرير الجينات تعرف بـHITI، وتعتمد التقنية على كريسبر، وذلك لرد الإبصار للحيوانات العمياء.[376][377]
- 18 نوفمبر

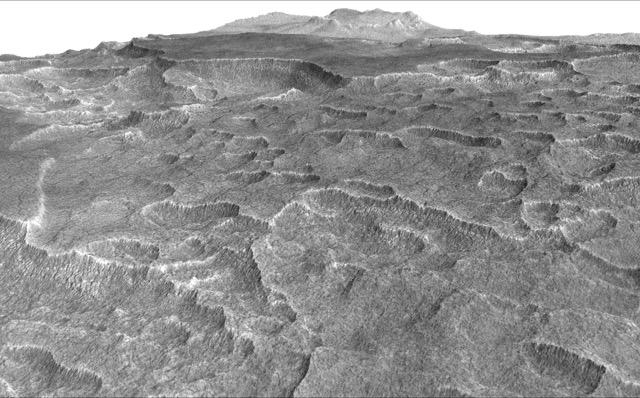
22 نوفمبر: العثور على كميات هائلة للمياه المتجمدة تحت سطح كوكب المريخ في منطقة تعرف بيوتوبيا بلانيتيا Utopia Planitia.

  - 22 نوفمبر: العثور على كميات هائلة للمياه المتجمدة تحت سطح كوكب المريخ في منطقة تعرف بيوتوبيا بلانيتيا (بالإنجليزية: Utopia Planitia)‏.[378][379][380]طوّر باحثون في كالتيك ويو سي إل إيه تقنية جديدة لإزالة الحمض النووي المتحول من الميتوكوندريا، وهو ما سيساعد في إبطاء أو عكس أهم أسباب التقدم في العمر.[381]
- 21 نوفمبر
  - استخدم باحثون الخلايا الجذعية المحفزة لتنمية الأنسجة المعوية البشرية بأعصاب وظائفية، ثم استخدامها لإعادة تصنيع ودراسة مرض اختلال الأعصاب المعوية الحاد المسمى بمرض هيرشسبرنغ.[382]
- 22 نوفمبر
  - أعلنت ناسا أن مركبتها مارس ريكونيسانس أوربيتر قد وجدت رواسب هائلة للمياه المتجمدة تحت سطح كوكب المريخ في منطقة تعرف بيوتوبيا بلانيتيا (بالإنجليزية: Utopia Planitia)‏. ويقدر حجم الماء المكتشف بذلك الموجود في بحيرة سوبيريور. (صورة) (خريطة)[378][379][380]
- 25 نوفمبر
  - اعتمد علماء على نظرية تغير سرعة الضوء -وليس ثباته كما اعتقد آينشتاين- في إنتاج نموذج له رقم محدد على مؤشر الطيف وادعوا أنه يمكن اختباره.[383]
- 28 نوفمبر
  - عرّف العلماء في الاتحاد الدولي للكيمياء البحتة والتطبيقية أسماء العناصر الكيميائية الأربعة الجديدة: نيهونيوم Nh, 113 وموسكوفيوم Mc, 115 وتينيسين Ts 117 وأخيرًا أوغانيسون Og, 118.[384][385]
  - تتبع باحثون مصدر جبل جليدي إلى شق عميق تحت السطح خلال الغطاء الجليدي في غرب القطب الجنوبي.[386]
  - بدء اختبارات واسعة النطاق في جنوب أفريقيا للقاح لفيروس العوز المناعي البشري (HIV) يعرف بـHVTN 702.[387][388]
- 29 نوفمبر
  - اكتشفت دراسة أن ارتفاع درجة حرارة المياه خلال 2016 تسبب في أبشع تدمير للشعاب المرجانية على الإطلاق في الحيد المرجاني العظيم، حيث وصلت نسبة التدمير لـ67% في أسوأ أجزاء القسم الشمالي تضررًا.[389][390]
- 30 نوفمبر
  - أعلن توماس كراوثر أن زيادة تنفيس التربة وحده سيضيف بين 0.45 و0.71 جزء في المليون من ثنائي أكسيد الكربون إلى الغلاف الجوي كل عام وحتى 2050. وهو ما يعني فقدان 55 جيجا طن على الأقل من الكربون الموجود بالتربة بحلول منتصف القرن.[391][392][393]
  - حسب باحثون وزن المجال التقني للأرض (بالإنجليزية: Technosphere)‏ بـ30 تريليون طن، وهو ما يساوي أكثر من 50 كليو لكل متر مربع من سطح الكوكب.[394]

### ديسمبر
- 5 ديسمبر
  - اكتشف باحثون في هارفرد علاقة بين تضفير الحمض النووي الريبوزي والشيخوخة.[395]8 ديسمبر: تناقصت أعداد الزراف من 155,000 عام 1985 إلى 97,000 عام 2015.[396]
- 6 ديسمبر

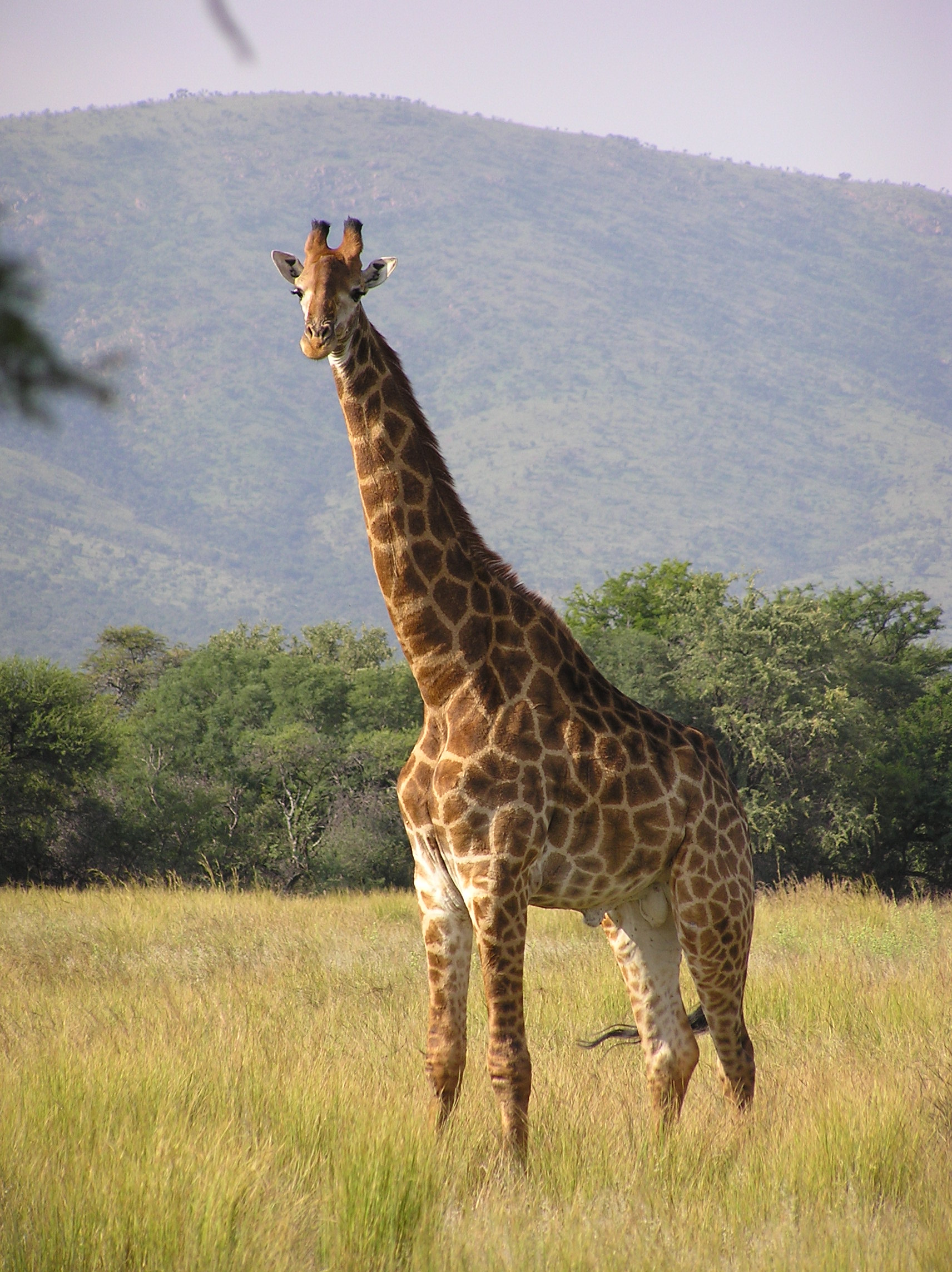
8 ديسمبر: تناقصت أعداد الزراف من 155,000 عام 1985 إلى 97,000 عام 2015.

  - صمم باحثون في جامعة كاليفورنيا ببركلي روبوتًا قادرًا على وثب الجدران سمي سالتو، ووصف بأنه أكثر الروبوتات رشاقة رأسيًا تم صناعته على الإطلاق.[397]
  - أعلن المركز القومي لبيانات الثلوج والجليد عن انخفاض قياسيّ في حجم الجليد في كلًا من المنطقة القطبية الشمالية والمحيط الجنوبي.[398]
- 8 ديسمبر
  - أعلن الاتحاد الدولي لحفظ الطبيعة (IUCN) أن تعداد الزراف قد تناقص من 155,000 عام 1985 إلى 97,000 عام 2015.[396][399]
  - العثور على ذيل ضئيل الحجم ومغطى بالريش لديناصور ذو ريش بحجم العصافير محفوظًا بصورة مثالية في كهرمان، ويعتقد أن يعود عمره لـ99 مليون عام.[400][401][402]
- 9 ديسمبر
  - كشف باحثون في جامعة توهوكو في اليابان عن جهاز كريستال سائل فاق الليونة، يمكن استخدامه لجعل الشاشات الإلكترونية والأجهزة أكثر مرونة.[403]
- 12 ديسمبر
  - عّرف باحثون هاردفرد هباءً جويًا يمكن نظريًا حقنه في طبقة الستراتوسفير لتبريد الكوكب من آثار الاحتباس الحراري، كما سيساعد في إصلاح ثقب الأوزون.[404]
  - نشرت دراسة لـ37 نهر جليدي جبلي حول العالم، متضمنة احتمالية تأثير التغيرات المناخية على تقلصهم بنسبة 99%.[405][406]
- 13 ديسمبر
  - انخفض تعداد أكبر قطيع للرنة في العالم بنسبة 40% منذ عام 2000، ويعزى ذلك لارتفاع درجات الحرارة والأنشطة البشرية التي دفعت القطيع لتغير أنماط هجرتها السنوية.[407] كما كشفت كشفت دراسة منفصلة أن الرنة في سفالبارد صارت أصغر وأخف بنسبة 12% بسبب تناقص إمدادات الغذاء.[408]
- 14 ديسمبر
  - كشفت دراسة نشرت في نيتشر أن جينوم فرس البحر هو أكثر جينوم سمكي سرعة في التطور على الإطلاق.[409]
- 15 ديسمبر

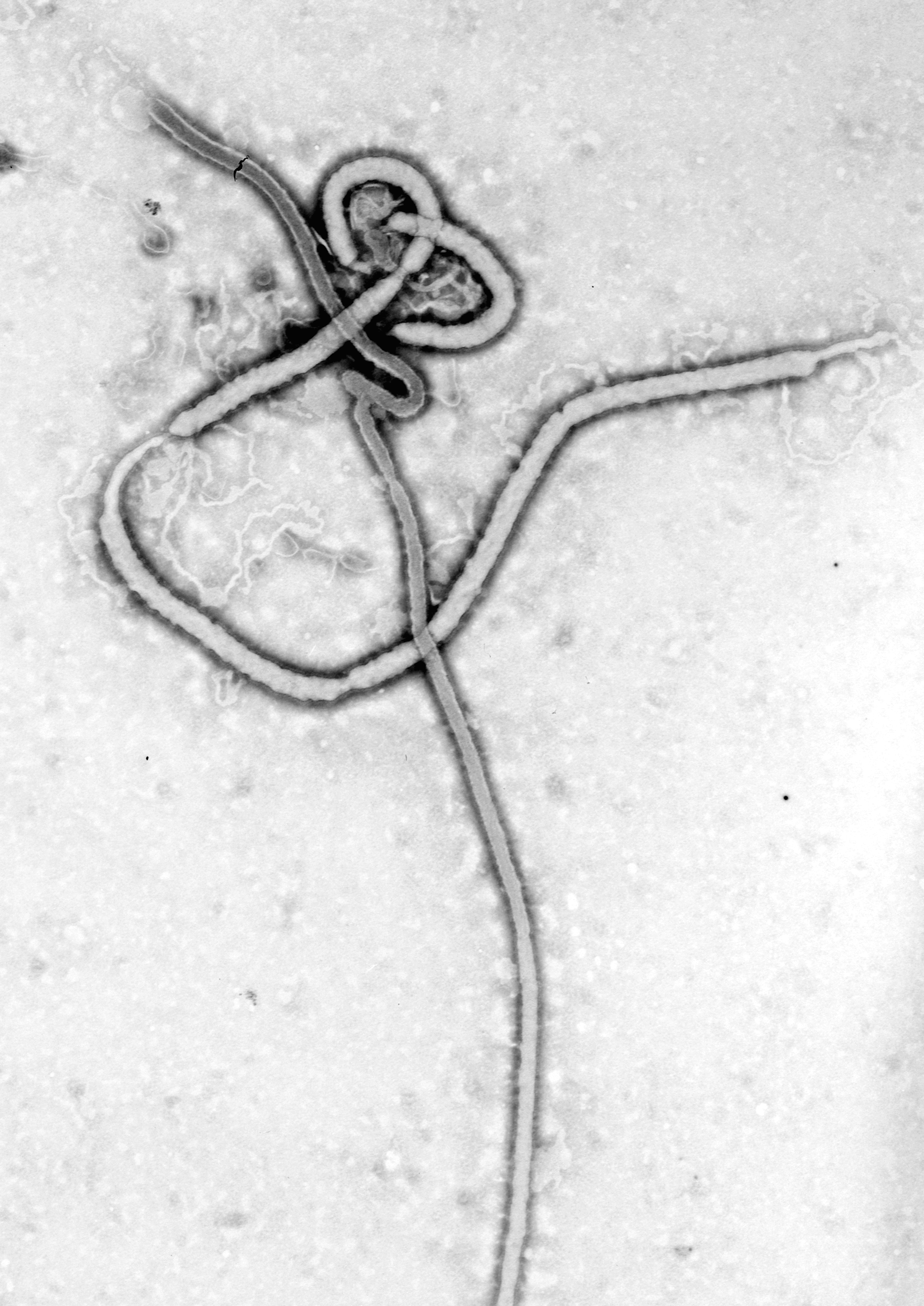
22 ديسمبر: نجاح لقاح rVSV-ZEBOV في منع مرض فيروس إيبولا بنسبة 70–100%، ليكون بذلك أول لقاح تثبت فعاليته تجاه المرض.

  - 22 ديسمبر: نجاح لقاح rVSV-ZEBOV في منع مرض فيروس إيبولا بنسبة 70–100%، ليكون بذلك أول لقاح تثبت فعاليته تجاه المرض.[410][411]استخدم علماء صورة جديدة من العلاج الجيني لعكس تقدم الفئران جزئيًا في العمر. وبعد 6 أسابيع من العلاج، بدت الحيوانات أصغر سنًا، وازدادت استقامة عمودها الفقري، وتحسنت الصحة القلبية، وتداووّ أسرع من الإصابات، كما عاشوا أطول بنسبة 30%.[412][413]
- 19 ديسمبر
  - حذّر العلماء من تهديد التنقيب البحري العميق لنوع جديد من الاخطبوطات، أطلق عليه اسم «كاسبر».[414][415]
  - لاحظت تجربة ألفا في سيرن الطيف الضوئية للمادة المضادة لأول مرة.[416]
- 22 ديسمبر
  - نجاح لقاح rVSV-ZEBOV في منع مرض فيروس إيبولا بنسبة 70–100%، ليكون بذلك أول لقاح تثبت فعاليته تجاه المرض.[411][417]
  - أعلنت هيئة الخدمات الصحية الوطنية بالمملكة المتحدة أن 10 مرضى بالعمى سيحصلون على «خلق إبصار» لمساعدتهم على التداوي من فقدان قدرتهم على الإبصار.[418][419]
- 26 ديسمبر
  - تم سلسلة جينوم المران العالي (Fraxinus excelsior) لأول مرة.[420]
  - الإعلان عن تناقص تعداد الفهود، ببقاء 7,100 فهد فقط في البرية.[421]
- 29 ديسمبر
  - أعلن علماء الفلك في ناسا عن اكتشاف جسيمين جديدين من المحتمل مرورهم بسلام على الأرض في يناير وفبراير 2017، وهما كويكب كبير نسبيًا يسمى 2016 WF9 ومذنب يسمى C/2016 U1.[422]
  - كشفت ناسا عن تصميم موطن محتمل للمستعمرين على المريخ، يوفر ذلك الوقاية من درجات الحرارة الهائلة والإشعاع باستخدام قباب قابلة للملئ ومغطاة بالثلوج.[423]

## وفيات
- 24 يناير
  - مارفن مينسكي، عالم استعرافيّ أمريكي (ولد 1927).[424]
- 2 يوليو
  - رودولف كالمان، مهندس كهرباء أمريكي مجريّ-الميلاد (ولد 1930)[425]
- 25 ديسمبر
  - فيرا روبين، عالم فلك أمريكي (ولد 1928).[426]